# Paus Franciscus
Paus Franciscus, geboren als Jorge Mario Bergoglio (Buenos Aires, 17 december 1936 – Vaticaanstad, 21 april 2025), was van 13 maart 2013 tot zijn overlijden de paus van de Rooms-Katholieke Kerk, een ambt dat inhoudt dat hij de leider van deze kerk, de bisschop van Rome en soeverein vorst van Vaticaanstad was. 
De Argentijn was de eerste jezuïet die paus werd, en tevens de eerste uit Latijns-Amerika en van het zuidelijk halfrond. Paus Franciscus wordt door de Rooms-Katholieke Kerk beschouwd als de 266e paus. Hij was de opvolger van Benedictus XVI, die op 28 februari 2013 aftrad.

## Levensloop

### Jeugdjaren
Bergoglio werd op 17 december 1936 geboren in het district Flores van Buenos Aires, als oudste kind van Mario Jose Bergoglio en Regina Maria Sivori. Op 25 december 1936 werd hij gedoopt door de Salesiaan Enrique Pozzoli in de basiliek María Auxiliadora van de Salesiaanse parochie San Carlos Borromeo. Zijn vader, afkomstig uit de plaats Portacomaro in de regio Piëmont in Noord-Italië, had in 1929 de oversteek naar Argentinië gemaakt. Daar was hij als boekhouder werkzaam voor de spoorwegen. Zijn moeder Regina is in Argentinië geboren, uit Italiaanse ouders van Piëmontees-Genuese origine. Uit het huwelijk werden, naast Jorge, nog twee zonen en twee dochters geboren van wie op het moment van de verkiezing tot paus alleen nog zijn zus Maria Elena in leven was. De paus was sinds zijn jeugd een supporter van de voetbalclub San Lorenzo de Almagro.
Op 21-jarige leeftijd werd het bovenste deel van zijn rechterlong verwijderd wegens een ernstige longontsteking en drie cysten, kwalen die destijds als gevolg van een gebrek aan antibiotica niet anders te behandelen waren. Naar eigen zeggen heeft hij drie dagen tussen leven en dood gezweefd.

### Werk als chemisch technicus
Bergoglio studeerde af als chemisch technicus aan de technische middelbare school Escuela Nacional de Educación Técnica N° 27 Hipólito Yrigoyen. Enkele jaren werkte hij als zodanig bij de voedselafdeling van het bedrijf Hickethier-Bachmann Laboratory.

### Voorbereiding priesterschap
Hij studeerde voor priester aan het seminarie Inmaculada Concepción in de wijk Villa Devoto van Buenos Aires. Als seminarist was Bergoglio naar eigen zeggen "verblind" geraakt door een meisje dat hij op een bruiloftsfeest was tegengekomen. Volgens hem kon hij een week lang niet bidden, omdat hij steeds haar beeld voor ogen had. Hij besloot dat hij moest kiezen en besloot haar te vergeten en koos voor het priesterschap.
Op 11 maart 1958 trad hij toe tot de orde der jezuïeten. Aan het Colegio Máximo San José in San Miguel behaalde hij in 1960 een graad in de wijsbegeerte. In 1964-1965 doceerde hij literatuur en psychologie aan het Colegio de la Inmaculada de Santa Fe en in 1966 doceerde hij verscheidene vakken aan het Colegio del Salvador te Buenos Aires. Hij keerde vervolgens terug naar het Colegio Máximo San José in San Miguel, waar hij van 1967 tot 1970 theologie studeerde.

### Priesterwijding en gelofte
Op 13 december 1969 werd Bergoglio bij de jezuïeten tot priester gewijd door aartsbisschop Ramón José Castellano. Van 1969 tot en met 1971 studeerde hij in de Spaanse plaats Alcalá de Henares om zich verder voor te bereiden op een leven als jezuïet. Aansluitend werkte hij in San Miguel als docent theologie. Op 22 april 1973 legde hij als jezuïet de eeuwige gelofte af van armoede, kuisheid en gehoorzaamheid.

### Provinciaal overste tijdens "vuile oorlog"
Drie maanden daarna werd de jonge conservatieve pater Bergoglio provinciaal van de jezuïetenorde in Argentinië. Dat zou hij blijven tot 1979. Hij zag het als zijn taak de toenemend progressieve inslag bij een groeiend aantal medebroeders in te dammen. Zij moesten weer clergyman dragen (hijzelf droeg een toga), hij bleef trouw aan traditionele devoties, was tegen de politieke bevrijdingstheologie en bleef op goede voet met de autoritaire katholieke elite. Hij droeg goudgeborduurde kazuifels, want – zo zei hij – "gewone mensen houden van een vleugje Evita in hun liturgie".
Van 1976 tot in 1981 was er in Argentinië de zogeheten vuile oorlog. Nadat op 24 maart 1976 president Isabel Perón was afgezet en ontvoerd, had Jorge Videla een militaire dictatuur gevestigd. Tijdens de "vuile oorlog" die nu volgde werden duizenden tegenstanders van het regime Videla vermoord, na te zijn ontvoerd. Bekend zijn de Dwaze Moeders van de Plaza de Mayo, die elke week op dat plein in Buenos Aires kwamen demonstreren en informatie eisten over hun verdwenen partners, familieleden en vrienden.
De Argentijnse Rooms-Katholieke Kerk – en met name haar bisschoppen – bevreesd voor het communisme en alles wat daarnaar rook, hield zich op de achtergrond. Op enkele bisschoppen na dan, bijvoorbeeld Enrique Angelelli, die zijn profetisch geluid richting regime dan ook met de dood moest bekopen (hij werd van de weg gereden).

#### Beschuldiging van heulen met het regime en weerlegging daarvan
Toen Bergoglio tot paus was gekozen, verschenen in de media berichten dat hij zou hebben geheuld met het Videla-regime. Zelfs was er een foto waarop hij zogenaamd Videla de communie uitreikte, maar dit bleek trucage. Voor heulen met het regime is geen enkel bewijs naar boven gekomen. Bekende personen als Leonardo Boff, Adolfo Pérez Esquivel en een van de Dwaze Moeders zeiden de bewering niet te geloven of gaven aan dat ze eerder overtuigd waren van iets heel anders: dat pater Bergoglio mensen die gezocht werden had helpen ontsnappen.

#### Beschuldigingen van verraad aan medebroeders en weerlegging daarvan
De Argentijnse onderzoeksjournalist Horacio Verbitsky verdedigt de bewering dat Bergoglio heulde met het regime echter in zijn boek El Silencio. Hij zegt te steunen op de getuigenis van twee medejezuïeten van wie Bergoglio provinciale overste was: Francisco Jalics en Orlando Yorio.
Zij leefden met een derde jezuïet in gemeenschap, werkten in de sloppenwijk Bajo Flores van Buenos Aires en waren – geïnspireerd door de verklaring van de in 1973 in Medellín (Colombia) samengekomen Latijns-Amerikaanse bisschoppen (CELAM) – aanhangers geworden van de politieke bevrijdingstheologie, waar Bergoglio tegen was. Hij zei dat ze moesten kiezen: voor hun nieuwe gemeenschap of voor de Jezuïetenorde. Ze wilden hun nieuwe werk niet opgeven. Bergoglio nodigde hen uit naar het Jezuïetenhuis in Buenos Aires te komen. Weer weigerden ze. Bergoglio gaf hun nu een officiële waarschuwing. In mei 1976 werden beiden ontvoerd om vijf maanden later gemarteld en half naakt, maar levend, te worden gevonden. Yorio werd geholpen het land te verlaten. In overleg met Bergoglio ging hij in Rome aan de Pauselijke Universiteit Gregoriana kerkelijk recht studeren. Teruggekeerd in Argentinië moest hij echter in 1997 – na bedreigingen – vluchten. Hij kwam in Montevideo, de hoofdstad van Uruguay, terecht. Daar is hij op 9 september 2000 aan een hartinfarct overleden.

Jalics nam met de volgende woorden afstand van de beschuldigingen dat Bergoglio zou heulen met het regime: 
Na mijn bevrijding heb ik Argentinië verlaten. Twee jaar daarna hadden wij de gelegenheid de gebeurtenissen met pater Bergoglio te bespreken (inmiddels aartsbisschop van Buenos Aires). Daarna hebben we samen en in het openbaar de Eucharistie gevierd en elkaar op feestelijke wijze omarmd. Ik heb me verzoend met deze gebeurtenissen en van mijn kant beschouw ik ze als afgedaan.
Volgens Paul Elie, onderzoeksjournalist van The Atlantic, had provinciaal Bergoglio SJ zijn mannen niet verraden noch in hun ontvoering berust. Maar door hen te ontslaan uit de orde had hij hen – zonder daar bij stil te staan – de bescherming afgenomen die de orde hun bood. Hij zou zich vervolgens inzetten om hen te redden. Hij was dus geen Óscar Romero, die wel publiekelijk onrecht aan de kaak stelde en die hij in 2015 respectievelijk 2018 zalig en heilig zou verklaren. In een interview nadat hij tot paus was gekozen, sprak hij met spijt over deze periode: "Ik was nog erg jong (36) en onervaren. Ik was autoritair en nam te snel beslissingen."
De vuile oorlog zou nog tot 1983 duren: 30.000 Argentijnen werden ontvoerd of vermoord, of 'verdwenen' op een andere manier, onder wie 150 rooms-katholieke priesters.

#### Berichten over reddingsacties
Daarentegen stelde de Italiaanse journalist Nello Scavo dan weer in zijn boek Bergoglio's lijst (2013) dat minstens 1200 Argentijnen hun leven aan de latere paus te danken hebben doordat hij hen met valse papieren, via opvang in kerkelijke onderduikadressen en door uitzendingen naar het buitenland als quasi-priesters uit handen van het moorddadige militaire regime van de Argentijnse dictator Videla heeft weten te houden.

### Functies 1980-1986
Van 1980 tot 1986 was Bergoglio rector in San Miguel, waarna hij zowel in Ierland als in Duitsland verblijf hield, waar hij in Frankfurt enkele maanden aan de Philosophisch-Theologische Hochschule Sankt Georgen verbleef en er overleg voerde over het schrijven van een proefschrift, dat overigens nimmer voltooid werd. Al snel werd hij naar Argentinië teruggeroepen, waar hij bij het jezuïetencollege in Córdoba actief werd als geestelijk leidsman en biechtvader.

### Bisschop
Op 20 mei 1992 werd Bergoglio benoemd tot hulpbisschop van Buenos Aires en op 27 juni van datzelfde jaar titulair bisschop van Auca gewijd. Op 3 juni 1997 werd hij benoemd tot aartsbisschop-coadjutor van Buenos Aires, en op 28 februari 1998 volgde hij daar, na diens overlijden, kardinaal-aartsbisschop Antonio Quarracino op. Op 6 november van dat jaar volgde hij Quarracino tevens op als bisschop van de Argentijnse Gelovigen van de Oosterse Ritus, een ordinariaat dat direct onder de Heilige Stoel valt.
Na de bomaanslag op het AMIA-gebouw, waarbij in 1994 in Buenos Aires 85 mensen – voornamelijk Joden – om het leven kwamen, was Bergoglio de eerste publieke figuur die een petitie ondertekende waarin werd opgeroepen om de aanslag te veroordelen en om gerechtigheid voor de slachtoffers.
Als priester bezocht hij regelmatig onaangekondigd de achterbuurten van Buenos Aires, de zogenaamde villas miserias. Hij maakte dan een praatje met de kerkgangers en dronk een kopje thee met hen. Hij maakte er beleid van om meer priesters naar deze achterbuurten te sturen. Het aantal verdubbelde onder hem van tien naar meer dan twintig.
Bergoglio was de enige rooms-katholieke geestelijke die Jerónimo Podestá aan zijn sterfbed bezocht. Podestá was een voormalige bisschop die uit zijn ambt was getreden om te kunnen trouwen. Na zijn dood was Bergoglio de enige vertegenwoordiger van de Katholieke Kerk die zich publiekelijk positief uitsprak over de bijdrage van Podestá aan de Argentijnse Rooms-Katholieke Kerk.

### Kardinaal

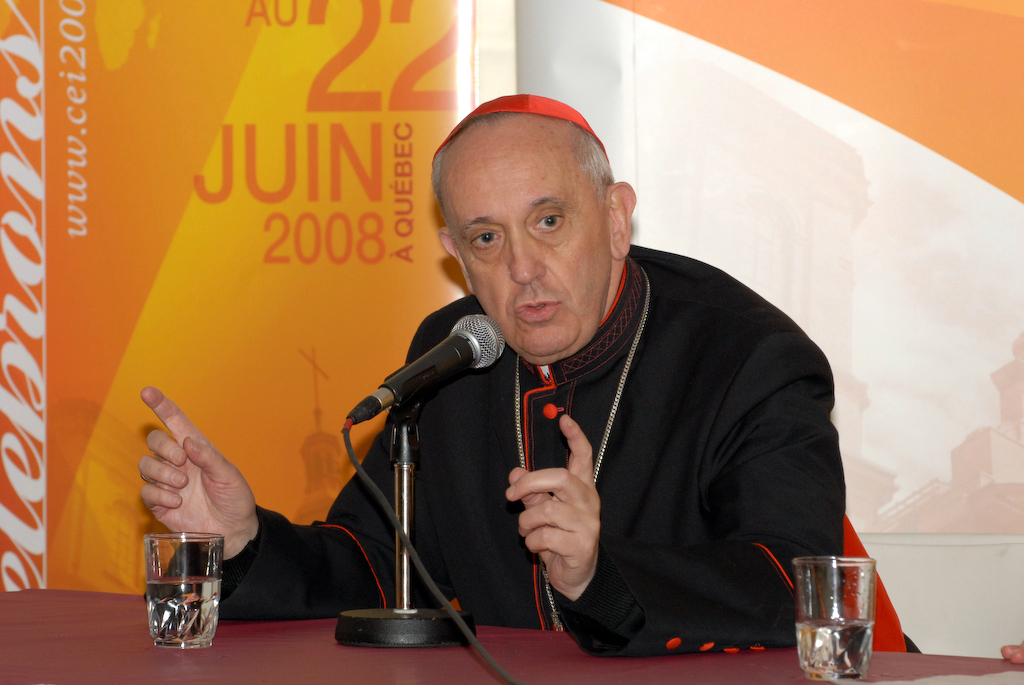
Kardinaal Bergoglio in 2008

Het kardinaalswapen van Jorge Mario Bergoglio

Op 21 februari 2001 werd hij door paus Johannes Paulus II kardinaal-priester gecreëerd, met de kerk van San Roberto Bellarmino als zijn titelkerk. Hij werd bij de Romeinse Curie onder meer lid van de Pauselijke Raad voor het Gezin, de Congregatie voor de Instituten van Gewijd Leven en Gemeenschappen van Apostolisch Leven, de Congregatie voor de Goddelijke Eredienst en de Regeling van de Sacramenten, de Congregatie voor de Clerus en de Pauselijke Commissie voor Latijns-Amerika.
In 2002 werd hij gevraagd om voorzitter te worden van de Argentijnse bisschoppenconferentie, maar dat weigerde hij in eerste instantie. Op 9 november 2005 werd hij het dan toch. Bergoglio werd gekozen voor een termijn van drie jaar en op 11 november 2008 eenmalig herkozen.
Voorafgaand aan het conclaaf van 2005 werd hij door sommigen gezien als papabile. Volgens een anoniem (niet geauthenticeerd) dagboek, toegeschreven aan een van de kardinalen die deelnamen aan het conclaaf, dat op 23 september 2005 in het Italiaanse blad Limes gepubliceerd werd, zou Bergoglio bij de laatste drie stemmingen de tweede plaats na kardinaal Joseph Ratzinger hebben behaald. Bij de eerste stemronde zou hij tien, bij de tweede 35, bij de derde 40 en bij de laatste stemronde 26 stemmen gekregen hebben.
In 2007 woonde hij in een van de synagoges van Buenos Aires de festiviteiten bij van het Rosj Hasjana, het joodse nieuwjaar. Bergoglio vertelde de joodse gemeenschap dat hij naar de synagoge was gekomen om zijn binnenste te onderzoeken "als een pelgrim, samen met u, mijn oudere broeders".

### Gezondheid
In 1957 onderging Bergoglio een operatie waarbij een deel van een long werd weggenomen.
In 2020 moest hij nieuwjaarsplechtigheden afzeggen vanwege ischias.
Op 4 juli 2021 onderging hij in de Gemelli-kliniek een darmoperatie wegens "een symptomatische diverticulaire stenose van de dikke darm". Hij reageerde goed op deze operatie en kon na ongeveer een week weer naar huis. Op 5 mei 2022 verscheen hij voor het eerst weer op een openbare audiëntie, terwijl hij naar en van zijn zetel moest worden gereden in een rolstoel. Hij moest van zijn arts zijn rechterknie rust geven vanwege een blessure van het ligament.
Eind maart 2023 werd hij vlak voor de Goede Week enkele dagen in het Gemelli-ziekenhuis opgenomen wegens een luchtweginfectie. Eind november dat jaar kreeg paus Franciscus griep en een longontsteking, waardoor hij op advies van zijn doktoren een reis naar Dubai afzegde.
Franciscus zei bij verschillende gelegenheden eventueel bij leven af te treden net als zijn voorganger, maar in zijn autobiografie Life schreef hij dat het pausschap voor het leven is. Om zijn gezondheid te sparen voor Stille Zaterdag en Pasen was hij op Goede Vrijdag van 2024 niet aanwezig bij de Kruisweg in het Colosseum. Op 17 oktober 2024 werd hij de op een na oudste paus in de geschiedenis van de Kerk, na Leo XIII. Hij ging Clemens XII voorbij.

### Overlijden en begrafenis

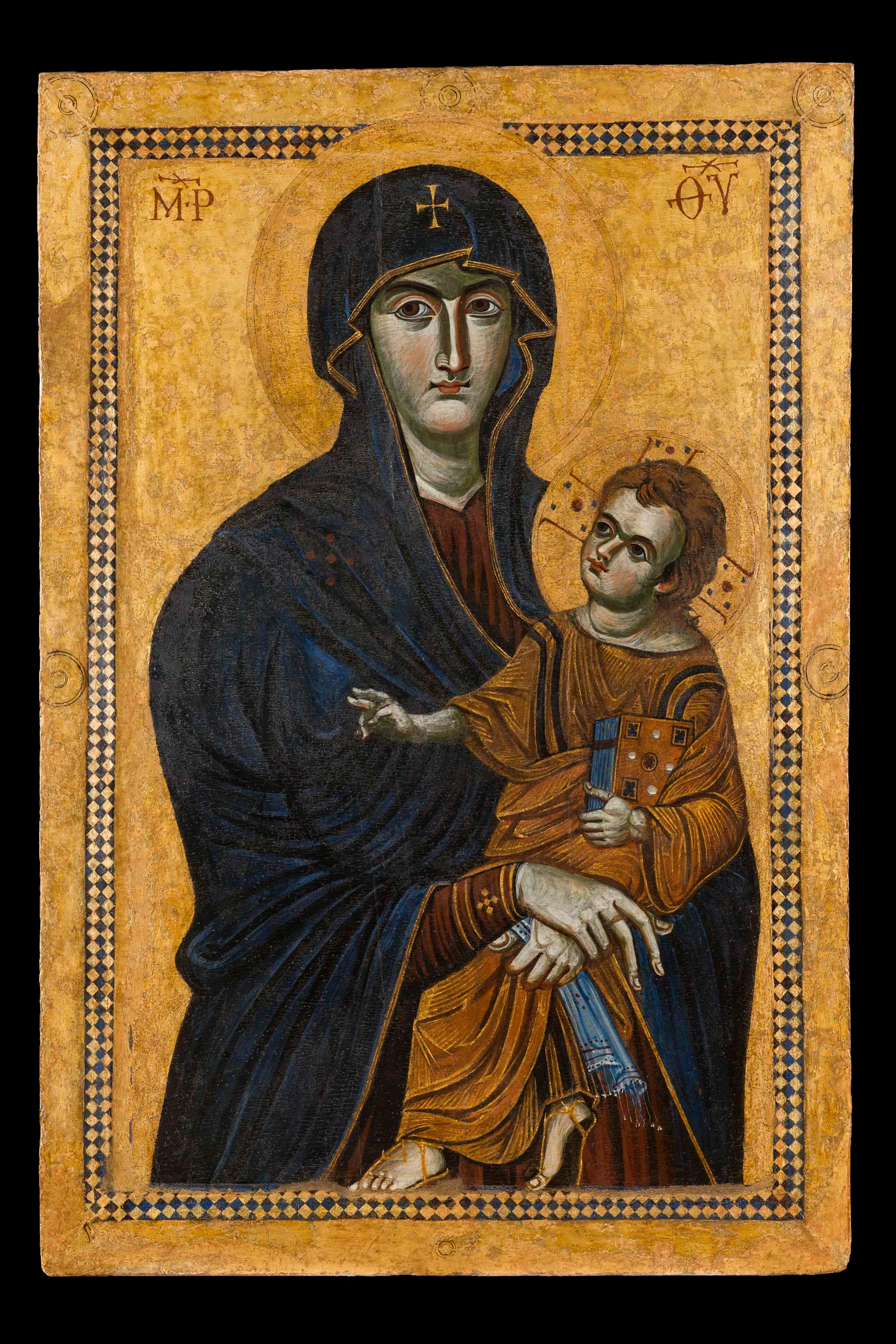
De door paus Franciscus in de basiliek van Santa Maria Maggiore vereerde icoon Salus Populi Romani

In januari 2025 verscheen in tachtig landen Franciscus' autobiografie Hoop. Geen andere paus ging Franciscus voor in het uitbrengen van een officiële autobiografie. Het boek zou eigenlijk pas na het overlijden van Franciscus gepubliceerd worden, maar de publicatie werd vervroegd wegens het Jubeljaar 2025, dat als thema Pelgrims van Hoop heeft.
Op 14 februari 2025, een maand na het verschijnen van het boek, werd Franciscus in het Gemelli-ziekenhuis opgenomen met een dubbele longontsteking die hem ernstig verzwakt had. Op 22 februari liet het Vaticaan weten dat de gezondheidstoestand was verslechterd. Hij had een langdurige astmatische aanval gehad, was aan de beademing gelegd en kreeg een bloedtransfusie. Op 10 maart kwam het bericht dat hij niet langer in levensgevaar was. Hij verliet het ziekenhuis op 23 maart met een zuurstofslangetje in zijn neus.
Op 21 april 2025 om 07.35 uur, de ochtend van paasmaandag, overleed Franciscus op 88-jarige leeftijd in zijn Vaticaanse residentie in de Domus Sanctae Marthae. De paus overleed, een uur nadat hij wakker werd, aan de gevolgen van een beroerte, een coma en hartfalen. Dat kwam bovenop ademhalingsproblemen, meervoudige bronchiëctasieën, een hoge bloeddruk en diabetes type 2. Toen men hem voor zijn ontbijt in het refectorium wilde afhalen kon de bijgeroepen arts slechts zijn overlijden vaststellen en werd de camerlengo kardinaal Kevin Farrell verwittigd om de sedisvacatie in te leiden.
Enkele dagen eerder, op Witte Donderdag, had hij nog gevangenen bezocht in de Regina Coeligevangenis in Rome en op paaszondag sprak hij nog de paaszegen urbi et orbi uit in zijn toespraak vanaf het balkon van de Sint-Pietersbasiliek op het Sint-Pietersplein, weliswaar 'met verzwakte stem'. Aansluitend werd hij op het Sint-Pietersplein rondgereden in zijn pausmobiel. Hij was eerder die dag niet aanwezig bij de paasmis en ook de paastoespraak las hij niet zelf voor.
Na zijn overlijden kondigden Argentinië en Brazilië zeven dagen van nationale rouw af; Spanje deed dat voor drie dagen. De Britse regering verordonneerde op paasmaandag dat alle nationale vlaggen op landelijke overheidsgebouwen zo spoedig mogelijk halfstok werden gehangen tot 20 uur de volgende dag. De Australische regering liet de dag na Franciscus' overlijden de nationale vlaggen bij alle overheidsgebouwen tot zonsondergang halfstok hangen. De Amerikaanse president Donald Trump gaf op paasmaandag de order om alle federale en staatsvlaggen onmiddellijk halfstok te hangen tot zonsondergang op de dag van de uitvaart van de paus. Op de dag van zijn overlijden werden alle voetbalwedstrijden die op paasmaandag in de Italiaanse Serie A en Primavera 1 gespeeld zouden worden verplaatst naar een andere dag.
Het lichaam van de paus werd in eerste instantie opgebaard in de kapel van de Domus Sanctae Marthae. Het lichaam lag in een open kist, gekleed in een rode kazuifel en een eenvoudige witte mijter. In zijn handen hield hij een rozenkrans. Op woensdagochtend werd het lichaam via het Sint-Pietersplein overgebracht naar de Sint-Pietersbasiliek om daar drie dagen opgebaard te worden. Ongeveer een kwart miljoen mensen liepen langs de kist. 
De uitvaartmis op 26 april werd geleid door de deken van het college van kardinalen, de 91-jarige kardinaal Giovanni Battista Re als celebrant. Re noemde hem "een paus van het volk". Na de uitvaartmis werd de kist met het stoffelijk overschot naar de Santa Maria Maggiore gereden, waar Franciscus volgens zijn eigen wens in besloten kring in een nis van het linker zijschip werd begraven.

## Paus

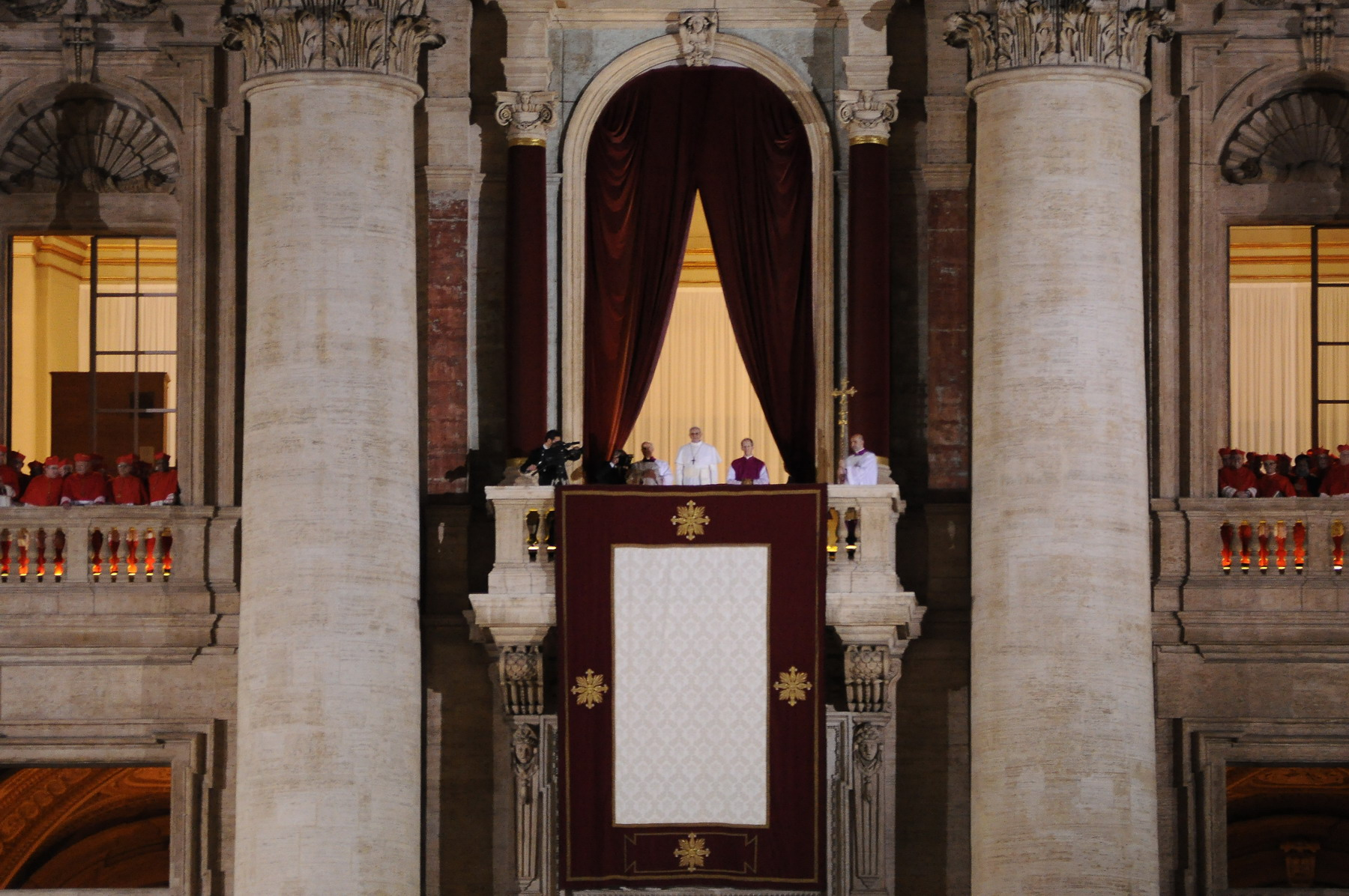
Paus Franciscus na het uitspreken van het Habemus papam op het balkon van de Sint-Pietersbasiliek, kort vóór het uitspreken van de zegen Urbi et orbi

Paus Benedictus XVI kondigde op 11 februari 2013 onverwacht aan dat hij op 28 februari dat jaar zou aftreden. Als reden gaf de paus dat hij door zijn hoge leeftijd "geestelijk en lichamelijk'" zijn functie niet meer naar tevredenheid kon uitoefenen.
Op 13 maart 2013 werd Jorge Bergoglio, op de tweede dag van het conclaaf van 2013, in de vijfde stemronde verkozen tot paus. Hij werd de eerste niet-Europese paus sinds de Syriër Gregorius III (731-741), en de eerste van het zuidelijk halfrond. Ook is hij de eerste jezuïet die paus werd.
Zijn aantreden kenmerkte zich door soberheid, die hij tot uitdrukking bracht in zijn kleding en het gebruik van de pauselijke symbolen. Zo koos paus Franciscus ervoor om na zijn verkiezing eenvoudig in het wit gekleed op het balkon te verschijnen, waar de meeste pausen bij die gelegenheid met de rode mozetta (= een ceremoniële cape), de rijk geborduurde staatsiestola en een gouden kruis getooid waren. De stola droeg hij alleen tijdens het uitspreken van zijn eerste Urbi et orbi. En hij gebruikte de zilveren pectorale die hij al had toen hij nog kardinaal en aartsbisschop was van Buenos Aires. De mozetta liet hij achterwege. Zijn vissersring was niet van goud, maar van verguld zilver.
Nog voor hij die avond zijn eerste Urbi et orbi uitsprak, vroeg hij – wat uniek was – de op het Sint-Pietersplein verzamelde menigte voor hem te bidden, waarna hij voorover boog.
Paus Franciscus sprak vloeiend Spaans, Italiaans, Duits en Latijn.
Franciscus stak al snel zijn hand uit naar niet-gelovigen. Zo zei hij op 24 mei 2013 dat Jezus ook stierf voor atheïsten. Op 11 september 2013 zei Franciscus een dialoog te zoeken tussen christenen en ongelovigen.

### Pausnaam
Na het conclaaf van 2013, sprak de Franciscaanse kardinaal Cláudio Hummes tijdens een omhelzing de hoop uit dat Bergoglio de armen niet zou vergeten. Bergoglio koos daarop de pausnaam Franciscus.
De naamkeuze was een eerbetoon aan Franciscus van Assisi, de apostel van de armen, die ook voor de stichter van de jezuïetenorde Ignatius van Loyola een groot voorbeeld is geweest.
Ter gelegenheid van zijn eerste Angelusgebed op 17 maart 2013 zei hij dat hij de naam had aangenomen van de patroonheilige van Italië en dat die zijn spirituele banden versterkt met het land waar zijn familie oorspronkelijk vandaan komt.
Franciscus als pausnaam werd nog niet eerder gevoerd. De laatste paus vóór Franciscus die een nieuwe pausnaam koos was paus Johannes Paulus I in 1978, een combinatie van al voorgekomen pausnamen. De  keuze van Bergoglio was de eerste geheel nieuwe en unieke naam sinds paus Lando in 913.
Desondanks wenste hij te worden aangeduid als Franciscus I - de eerste - wat ongebruikelijk is als er nog geen opvolger is met dezelfde naam. Kennelijk hoopte hij dat de naam en zijn sobere leefwijze zullen worden nagevolgd.

### Pauselijk wapen

Het wapen van paus Franciscus

Het pauselijk wapen is, net als bij voorgaande pausen, in grote lijnen identiek aan het wapen dat kardinaal Bergoglio als aartsbisschop van Buenos Aires voerde. Het schild bestaat uit een veld van azuur met daarin een gouden ster, een bloem van het narduskruid en het monogram IHS. Toegevoegd zijn de gouden en zilveren sleutel en het rode koord, die sinds de 12e eeuw vaste elementen van het pauselijk wapen zijn. Franciscus' voorganger had de tiara vervangen door een mijter; bij dit wapen is dat niet anders. Het door Benedictus toegevoegde pallium is door de huidige paus weggelaten. De zon met de letters IHS met een kruis en drie nagels verwijzen naar Christus' lijden en vormen het zegel van de orde van de jezuïeten. Onderaan staat een ster, die in de katholieke traditie naar Maria (Sterre der Zee) verwijst, en een tros bloemen van de nardus-plant, die in veel Spaanstalige landen een symbool van de Heilige Jozef is. Als eerste paus in de geschiedenis heeft Franciscus zijn bisschoppelijke wapenspreuk aan het wapen toegevoegd: Miserando atque eligendo (= Gekozen uit genade). Dit is een kort fragment uit een preek van de eerbiedwaardige Beda over de apostel Matteüs.

### Residentie
Paus Franciscus koos ervoor om niet te gaan wonen in het pauselijk appartement op de derde verdieping van het Apostolisch Paleis, sinds 1903 de privéwoning van de opeenvolgende pausen. Hij gaf de voorkeur aan de Domus Sanctae Marthae, het eenvoudigere gastenverblijf van de Heilige Stoel. Hij verbleef er in suite 201, waar hij eveneens bezoekers kon ontvangen. De maaltijden nuttigde hij in de gemeenschappelijke eetzaal. Hij bleef wel de audiëntiezalen op de tweede verdieping van het Apostolisch Paleis gebruiken voor de formele ontvangsten en samenkomsten. Elke zondag verscheen hij, zoals zijn voorgangers, aan een buitenraam op de derde verdieping om het gebed uit te spreken voor de aanwezigen op het Sint-Pietersplein.

## Pontificaat

### Beginfase

#### Eerste maand
De eerste activiteiten van een nieuwe paus zijn vaak symbolisch voor zijn aanpak en de inhoudelijke richting van zijn pontificaat:
- Binnen een uur na zijn verkiezing en nog voordat hij zich aan het volk op het Sint-Pietersplein toonde en het toesprak, telefoneerde hij met zijn voorganger.[56]
- Op de eerste avond verstuurde hij boodschappen naar verscheidene kerkleiders. Aan de opperrabbijn van Rome schreef hij te hopen "bij te kunnen dragen aan de vooruitgang van de betrekkingen die sinds het Tweede Vaticaans Concilie plaatshebben in een sfeer van hernieuwde samenwerking en in dienstbaarheid aan de wereld".[57]
- Op 14 maart droeg hij een mis op ter afsluiting van het conclaaf. Deze mis vond plaats in de Sixtijnse Kapel, in concelebratie met de andere kardinalen-electoren.[58]
- Op 15 maart ontving hij het College van Kardinalen in audiëntie.[58]
- Op 16 maart bevestigde hij de Romeinse Curie en alle dicasteries in hun ambt, zoals gebruikelijk met het voorbehoud donec aliter provideatur – tot er anders over wordt beslist.[59]
- Op 17 maart droeg hij een heilige mis op in de Sint-Annakerk, de parochiekerk van Vaticaanstad. Op het middaguur bad hij voor de eerste maal het Angelus op het Sint-Pietersplein.
- Op 18 maart ontving hij Cristina Fernández de Kirchner, de presidente van zijn geboorteland. Die dag stuurde hij ook een boodschap naar Justin Welby, naar aanleiding van diens intronisatie als aartsbisschop van Canterbury.
- Op 19 maart, de hoogfeestdag van de Heilige Jozef, vond zijn intronisatie plaats. De paus ontving het pallium en de vissersring: hij koos voor een vergulde zilveren ring.[60] Die van paus Benedictus XVI was nog van massief goud.[61] Hij riep op net als Jozef beschermers te zijn van de schepping, van Gods plan ingeschreven in de natuur, beschermers van elkaar en van het milieu. Ook tot "tederheid" (= "Tenerezza"). De inauguratie werd gevolgd door een plechtige eucharistieviering op het Sint-Pietersplein, bijgewoond door officiële delegaties van meer dan 130 landen en volgens de persdienst van het Vaticaan door 150.000 tot 200.000 mensen.[62] Opmerkelijk was de aanwezigheid van Bartholomeus I, de patriarch van Constantinopel. Het was voor het eerst sinds het Grote Schisma in 1054 dat de primus inter pares (= de eerste onder de gelijken) van de oosters-orthodoxe kerken bij de inauguratie van een paus aanwezig was.[63][a][b] De gewaden van Franciscus waren opvallend sober. Na de plechtigheid ontving hij de hoofden van de verschillende delegaties. Hij telefoneerde opnieuw met zijn voorganger, om hem een gelukkige naamdag te wensen.
- Op 20 maart ontving de paus de "broederlijke delegaties", vertegenwoordigers van christelijke en andere godsdiensten.
- Op 21 maart ontving hij Adolfo Pérez Esquivel, Argentijns winnaar van de Nobelprijs voor de Vrede.
- Op 22 maart ontving de paus het corps diplomatique in audiëntie. Vooraf had hij een mis opgedragen die werd bijgewoond door de leden van de schoonmaakdiensten, de tuinmannen en andere personeelsleden van het Vaticaan.
- Op 23 maart bezocht Franciscus Benedictus XVI in Castel Gandolfo. Het historische samentreffen van een paus in functie en een paus emeritus bestond uit een gebed in de kapel van de residentie, een onderhoud van ongeveer 45 minuten en een lichte maaltijd.
- Op paaszondag, 31 maart 2013, wenste Franciscus voorafgaand aan het uitspreken van de zegen Urbi et orbi alleen in het Italiaans een zalig Pasen. Door zijn beide voorgangers werd dat nog in meer dan zestig talen gedaan. Voor het eerst in 28 jaar bedankte de paus de Nederlandse bloementelers dan ook niet in het Nederlands, maar in het Italiaans voor het schenken van de tienduizenden bloemen ter versiering van het Sint-Pietersplein.[64]
- Op 13 april 2013 stelde Franciscus een groep van acht kardinalen in die de opdracht kreeg hem te adviseren over de inrichting van het bestuur van de Rooms-Katholieke Kerk, en voorstellen te bestuderen om de door paus Johannes Paulus II ingestelde apostolische constitutie Pastor Bonus te herzien.

#### Voetwassing van jonge vrouwen en moslims
Op 28 maart 2013 waste en kuste Franciscus als eerste paus op Witte Donderdag de voeten van vrouwen en moslims. Hij deed dat in de kapel van de jeugdgevangenis Casal del Marmo in Rome. Met het wassen van de voeten van vrouwen legde Franciscus de kerkregels naast zich neer die strikt aangeven dat bij een rituele rooms-katholieke voetwassing alleen mannelijke voeten gereinigd mogen worden. Verder brak hij met de traditie om de voetwassing te laten plaatsvinden in een parochiekerk of in de Sint-Pieterskerk. Naast het wassen van de voeten van twee jonge vrouwelijke gedetineerden waste en kuste hij ook de voeten van tien jeugdige mannelijke gevangenen. Twee van de personen wier voeten hij waste, waren moslim.
Het is de traditie dat een paus op Witte Donderdag de voeten van twaalf personen wast en kust, in navolging van Jezus Christus die dat bij zijn apostelen deed de avond voor zijn kruisiging. Vorige pausen wasten normaal gesproken de voeten van priesters, die de apostelen moesten verbeelden. Als aartsbisschop waste de paus al eerder de voeten van vrouwen. Zo waste hij die van zwangere vrouwen en ook die van pasgeboren baby's. In 2001 deed hij het bij hiv- en aidspatiënten en zeven jaar later bij verslaafden die aan het afkicken waren.

#### Zorg voor de dak- en thuislozen
Al snel stelde Franciscus door zijn hoofdaalmoezenier, de Poolse Konrad Krajewski (sinds 2018 kardinaal), concrete daden om de nood van de dak- en thuisloze personen in Rome te verlichten. Zo kwamen er bij de zuilengang van Bernini, die het Sint-Pietersplein omarmt, douchecabines, toiletten, een kappersservice en een door vrijwilligers bemand medisch centrum.

#### Nieuwe kardinalen
Op 22 februari 2014 hield de paus zijn eerste consistorie voor de creatie van negentien nieuwe kardinalen. Onder degenen die bij die gelegenheid een rode bonnet en de kardinaalsring ontvingen waren de prefect van de Congregatie voor de Geloofsleer, de Duitse aartsbisschop Gerhard Ludwig Müller en de nieuwe staatssecretaris, aartsbisschop Pietro Parolin. Bijna één jaar later, op 14 februari 2015, hield hij een tweede consistorie, waarbij twintig nieuwe kardinalen gecreëerd werden. Op 19 november 2016 volgde er een derde: toen werden zeventien nieuwe kardinalen gecreëerd. Op 28 juni 2017 werden nog eens vijf nieuwe kardinalen gecreëerd en exact één jaar later (op 28 juni 2018) veertien. Bij het zesde consistorie, op 5 oktober 2019, werden dertien kardinalen gecreëerd. Op 28 november 2020 volgde een zevende consistorie.
 Daarna volgden consistories op 27 augustus 2022 en 30 september 2023.

#### Bijzonder jubeljaar

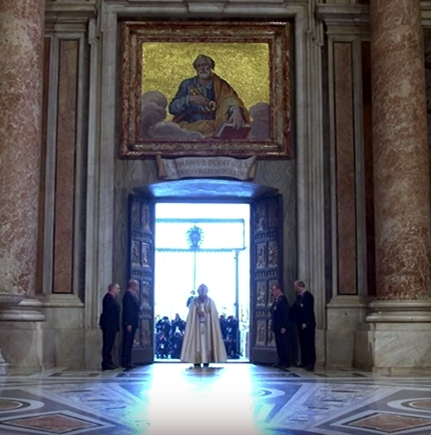
Paus Franciscus opent de Heilige Deur als begin van het jubeljaar van barmhartigheid.

Op 13 maart 2015 kondigde paus Franciscus in de Sint-Pietersbasiliek een bijzonder jubeljaar voor de barmhartigheid aan. Het Jaar van barmhartigheid startte formeel op 8 december 2015, Hoogfeest van de Onbevlekte Ontvangenis van Maria, met de opening van de Heilige Deur in de Sint-Pieter, en eindigde op 20 november 2016, Hoogfeest van Christus Koning.
Feitelijk was de eerste Heilige Deur die hij opende die van de kathedraal van Bangui, de hoofdstad van de Centraal-Afrikaanse Republiek, waar hij kort tevoren op apostolisch bezoek was geweest.
Ook de Heilige Deuren van de drie overige basilieken van Rome werden geopend en voor het eerst mochten alle andere bisdommen kerken met een Heilige Deur aanwijzen. Aldus hebben zij die zich geen reis naar Rome kunnen veroorloven sindsdien een Heilige Deur "in de buurt".

### Hervorming van de Curie
Al langere tijd was duidelijk dat de Romeinse Curie aan hervorming toe was. Franciscus heeft daarom vrijwel direct na zijn benoeming tot paus medewerkers benoemd om hem bij deze hervorming ten dienste te staan: de Raad van Kardinalen (ook wel C9 genoemd).
Vlak voor Kerstmis 2014 bekritiseerde hij leden van de Romeinse Curie in niet mis te verstane bewoordingen: hij somde 15 mentale kwalen op waaraan zij in hun hoedanigheid als curiemedewerkers leden, onder andere "spirituele alzheimer".
De genoemde raad heeft een concept-document opgesteld over deze hervorming: Praedicate Evangelium (Predikt het Evangelie). Dit is naar de voorzitters van de nationale bisschoppenconferenties, de synoden van de Oosterse Kerken, de afdelingen van de Romeinse Curie, de conferenties van Oversten en Hogere Oversten en naar een aantal pauselijke universiteiten gezonden voor commentaar.
Uiteindelijk zette Franciscus zijn handtekening onder de Apostolische Constitutie Praedicate Evangelium op de feestdag van Sint-Jozef op 19 maart 2022. Deze zal op 5 juni 2022 (Pinksteren) van kracht worden en dan in de plaats komen van zijn "voorganger" Pastor Bonus (1988). Primaire focus van de curie wordt de evangelisatie. Alle 16 "dicasteries" (departementen) van de curie zijn voor de (kerkelijke) wet gelijkwaardig. Wel zal de paus zelf prefect van het Dicasterie voor Evangelisatie worden. De curie moet meer een dienstencentrum worden dan een bestuursapparaat en ten dienste staan van de paus en vervolgens van alle bisschoppen. Voortaan kan elke katholiek, priester of leek, man of vrouw, die geschikt is, in aanmerking komen om leiding te geven aan een dicasterie. Simona Brambilla werd in 2025 door Franciscus benoemd tot prefect van het Dicasterie voor Instituten van Gewijd Leven en voor Gemeenschappen van Apostolisch Leven en werd daarmee de eerste vrouwelijke leider van een dicasterie. Een voorbeeld van een nieuw gevormd dicasterie is dat voor de Bevordering van de Integrale Menselijke Ontwikkeling, evenals het Dicasterie voor de Communicatie.

#### Reorganisatie financieel-economische aangelegenheden H. Stoel
Zijn voorganger Benedictus XVI had hiervoor een eerste begin gemaakt. Op 24 juni 2013 besloot Franciscus tot de instelling van een pauselijke onderzoekscommissie met als opdracht te rapporteren over een reorganisatie van het Instituto per le Opere di Religione (IOR), het Instituut voor Religieuze Werken. Een bank ten behoeve van geestelijken met een religieuze doelstelling. Kwam in de jaren 1980 in het nieuws vanwege het Banco Ambrosiano-debacle. Ook daarna bleef de bank verdacht, bv. van witwaspraktijken. Harvard-rechtenprofessor en voormalig VS-ambassadeur bij de Heilige Stoel Mary Ann Glandon maakte deel uit van de commissie. Kardinaal Raffaele Farina werd benoemd tot voorzitter van deze commissie.
Op 18 juli 2013 stelde hij na overleg met de C9-raad van kardinalen de "Pauselijke referentiecommissie over de organisatie van de economisch-administratieve structuur van de Heilige Stoel" in.
Op 24 februari 2014 stelde hij – na overleg met bovengenoemde Pauselijke referentiecommissie - door het motu proprio "Fidelis dispensator et prudens" de Pauselijke Raad voor de Economie, het Secretariaat voor de Economie en het instituut van Auditor-Generaal in. Deze is gemachtigd audits te doen bij alle onderdelen van de Curie (nieuwe statuten op 21 januari 2019).

##### Pauselijke Raad voor de Economie
Deze stelt het financieel-economisch beleid van de H. Stoel vast en houdt toezicht op hoe de diverse onderdelen van de Curie daarmee omgaan.
Paus Franciscus heeft begin augustus 2020 zes vrouwen en één man aangesteld als nieuwe leken-leden van de Pauselijke Raad voor de Economie. Het is de eerste keer dat vrouwen vertegenwoordigd werden in de raad. Zij kregen als raadsleden een taak als financieel raadgever van het Vaticaan. De raad heeft enerzijds de bevoegdheid om toezicht houden op het beheer van de financiën en de onroerende goederen van de Heilige Stoel en anderzijds om financiële kaders en adviezen te geven. Er zijn altijd acht kardinalen en bisschoppen lid van de raad. Hun afkomst moet de wereldkerk weerspiegelen. Voorzitter is de kardinaal-coördinator. Dat is sinds de oprichting in 2014 kardinaal Reinhard Marx.
Onder de zeven nieuwe leken-leden waren onder anderen de Britse Labourpolitica, HSBC-medewerkster en voormalige minister van Onderwijs Ruth Mary Kelly en Lesile Jane Ferrar, voormalig schatbewaarder van prins Charles.

##### Secretariaat voor de Economie
Dit secretariaat is als "dicasterie" van de Romeinse Curie vergelijkbaar met een ministerie van Economische Zaken en Financiën. Zij is verantwoordelijk voor de uitvoering van het financieel-economisch beleid van het Vaticaan daarbij de richtlijnen van de Pauselijke Raad voor de Economie volgend. Eerste prefect ervan was de Australische kardinaal George Pell (tot in 2019). Hij had als lid van de C9 het mandaat om de financiën van het Vaticaan op orde te stellen. Hij werd echter gedwarsboomd. Zo had Pell in 2016 opdracht gegeven tot een onderzoek naar de Vaticaanse financiën door accountancyfirma PricewaterhouseCoopers. Kort nadat dit van start ging, werd het onderzoek echter van hogerhand gedwarsboomd. Vanaf 2017 moest - de later vrijgesproken – Pell zich in Australië verdedigen tegen een aanklacht van misbruik van een minderjarige.

##### Staatssecretariaat
Het Staatssecretariaat is in het bestuur van de kerk van Rome een centraal dicasterie en de kardinaal-staatssecretaris wordt wel de tweede man van het Vaticaan genoemd. Het is ook het ministerie van Buitenlandse Zaken.
In een motu proprio van de paus uitgevaardigd op 8 juli 2014 werden de verantwoordelijkheden van het Secretariaat voor de Economie aanzienlijk uitgebreid, aangezien het verordende dat de gewone afdeling van het beheer van het "Patrimonium van de Apostolische Stoel" (APSA) van het Staatssecretariaat moest worden overgedragen aan het secretariaat, waardoor deze laatste controle kreeg over aankoop van goederen en het aannemen van personeel. APSA behoudt de buitengewone afdeling (bv. het beheren van de inkomsten van de Sint-Pieterspenning). Op 4 juli 2016 preciseerde de paus de competenties van secretariaat en APSA ten opzichte van elkaar.
In februari 2020 verrichtten Vaticaanse rechercheurs huiszoeking bij leidende figuren van het Staatssecretariaat. O.a. bij een naaste medewerker van kardinaal Giovanni Angelo Becciu, plaatsvervanger ("sostituto") (2011-2018) van kardinaal-staatssecretaris Pietro Parolin. Op 2 oktober 2020 moest kardinaal Becciu als prefect van de Congregatie voor de Heiligverklaringen zijn ontslag aan de paus aanbieden. Met behoud van de titel zijn hem rechten die hij als kardinaal heeft ontnomen. Ook werd hij ontheven van zijn opdracht als speciaal vertegenwoordiger van paus Franciscus bij de Orde van Malta.
Italiaanse media brachten hem in verband met verschillende verdachte financiële transacties. Bijvoorbeeld de 700.000 euro Vaticaans geld die naar een bankrekening in Australië waren overgemaakt tijdens het proces daar tegen kardinaal Pell.
Vervolgens de 200 miljoen euro die - als belegging - naar bemiddelaar R. M. gingen voor de aankoop van een appartementengebouw op 60 Sloane Avenue in de Londense wijk Chelsea, een beleggingsobject voor het Vaticaan, betaald met van de Zwitserse bank BSI SA geleend geld, een bank die in het verleden herhaaldelijk internationale regels i.v.m. witwassen van crimineel geld en andere fraude heeft overtreden. Becciu zou in verband met deze leningen ook een verhullende boekhoudkundige truc gebruikt hebben in de Vaticaanse financiële balans die verboden is in het nieuwe financiële beleid van paus Franciscus. Ten slotte zou hij jaren geleden het onderzoek door kardinaal George Pell, eerste prefect van het Secretariaat voor de Economie, die van een en ander lucht had gekregen, een audit door het bureau PricewaterhouseCoopers in 2016, al in de beginfase hebben gestopt. Met de goedkeuring, achteraf door hem verkregen, van paus Franciscus. In 2017 zou Becciu gezorgd hebben voor het ontslag van de eerste Vaticaanse auditeur-generaal, Libero Milone. Kardinaal Becciu ontkent via zijn advocaat alle beschuldigingen.
Op 19 mei 2020 stelde paus Franciscus nieuwe normen en bepalingen (voor transparantie, tegen corruptie) vast in zijn motu proprio "On transparency, control and competition in the procedures for awarding public contracts of the Holy See and Vatican City State".
Kennelijk waren er echter daarna zodanige misverstanden m.b.t. competenties tussen Staatssecretariaat, APSA en het Secretariaat voor de Economie dat de paus deze nog duidelijker moest onderscheiden. Dat gebeurde met de apostolische brief motu proprio van 26 december 2020.

##### IOR (Vaticaanse bank)
Op 8 augustus 2019 ondertekende Franciscus een zogenaamde chirograaf, waarmee hij voor twee jaar ("ad experimentum", "bij wijze van experiment") maatregelen goedkeurde die het instituut zouden moeten reorganiseren in lijn met internationale wetten en financiële regelgeving en die al door de Raad van Kardinalen waren goedgekeurd. Nieuw is wel dat er een externe auditeur kwam (een persoon of bedrijf), die dit drie termijnen mag controleren. Interne auditeurs vervielen daarmee. De Commissie van Kardinalen werd sindsdien nog maar bemand door vijf kardinalen, die elk één termijn van vijf jaar vervulden. Zij kiest de prelaat, die eveneens één mandaat krijgt van vijf jaar. De Raad van Toezicht ging bestaan uit zeven katholieke leken, die elk ook al één termijn van vijf jaar deel mochten nemen aan de raad. Ten slotte kwam er een exclusiviteitsverplichting voor elk personeelslid van het Instituut, die belangenverstrengeling zou moeten voorkomen.

###### Verdere maatregelen tegen corruptie
Op 29 april 2021 vaardigde paus Franciscus een motu proprio ("On provisions on transparency in the management of public financies") uit waarin hij volkomen openheid en controle vroeg op economisch vlak van Vaticaanse leidinggevenden, kardinalen op de eerste plaats. Hij benadrukte dat niemand, leidinggevend of niet, persoonlijke giften mag aanvaarden ter waarde van meer dan 40 euro. Leidinggevenden moeten op het moment van aanstelling en daarna elke twee jaar opening van zaken geven over justitieel onderzoek dat naar hen werd of zal worden ingesteld. Zij mogen geen gebruik maken van belastingparadijzen of onroerend goed bezitten dat langs illegale weg verkregen is. Vaticaanse financiële autoriteiten kregen controlebevoegdheid. Leidinggevenden mogen geen belangen, investeringen of aandelen hebben - ook niet via derden - in bedrijven die op lijsten staan met de notitie van hoog risico voor "money laundering" (witwassen van crimineel geld). Evenmin mogen zij aandelen of belangen hebben in bedrijven die een beleid voeren dat tegen de kerkelijke sociale leer ingaat.

##### Onderzoek, huiszoekingen en rechtszaken
Eind juni 2013 werden drie aan de IOR gelieerde personen gearresteerd, waaronder een geheim agent, een makelaar in effecten en een geestelijke, Nunzio Scarano, belangrijk boekhouder in het Vaticaan. Zij werden in verband gebracht met een illegale geldtransactie uit Zwitserland, die uiteindelijk niet doorging. Tegen de bank liepen verschillende gerechtelijke onderzoeken.
Op 8 juni 2020 werd bekendgemaakt dat de Vaticaanse justitie een Zuid-Italiaanse investeringsmakelaar had gearresteerd, die werd beschuldigd van "meervoudige afpersing, verduistering, oplichting op grote schaal en witwassen". Schuldig bevonden kan hij 12 jaar gevangenisstraf krijgen. Hij zou te maken hebben gehad met de aankoop van het Londense appartementengebouw, dat ongunstig verliep, waardoor het Staatssecretariaat geld moest bijleggen.
Op 14 oktober 2020 werd Cecilia M. in Milaan door de Guardia di Finanza gearresteerd vanwege een opsporingsbevel door de Vaticaanse justitie. Deze veiligheidsexperte met eigen firma in Slovenië zou met Becciu hebben samengewerkt, nadat zij in 2015 contact met hem zou hebben gezocht uit bezorgdheid vanwege de intelligence-situatie van de nunciaturen in de wereld. Zij zou voor haar werk 500.000 euro hebben verdiend. Zij mocht de Milanese gevangenis verlaten op 30 oktober 2020, maar moest zich elke dag melden bij justitie. Haar zaak moet nog voorkomen.
Op 5 december 2020 eiste de Vaticaanse officier van justitie (Promotor Justitiae) – na twee jaar onderzoek – acht jaar gevangenis tegen een ex-president van het IOR (1999-2009), Angelo Caloia (81) voor witwassen van crimineel geld, "self-laundering" en verduistering en evenzo voor zijn advocaat Gabriele Liuzzo. Zes jaar voor zijn zoon Lamberto Liuzzo voor het witwassen van crimineel geld en "self-laundering".
Op 21 januari 2021 veroordeelde het tribunaal van Vaticaanstad Prof. Angelo Caloia (bankier) en zijn advocaat Gabriele Liuzzo (91) tot acht jaar en elf maanden gevangenisstraf en zoon Liuzzo (55) tot vijf jaar en twee maanden i.v.m. geld witwassen en verduistering. Zij zouden via (eigen) Luxemburgse bedrijven minstens 29 gebouwen onder de marktwaarde hebben (door)verkocht en het verschil, via Zwitserse bankrekeningen, in eigen zak hebben gestoken. De heren kregen bovendien geldboetes. Ook moest een bedrag van 55 miljoen euro worden terugbetaald. Zij kunnen in hoger beroep gaan.

##### Proces Chelsea-deal
Op 27-28 juli 2021 ging in Vaticaanstad een proces van start voor het civiele tribunaal, waarbij naast kardinaal Angelo Becciu en een van zijn medewerkers, Cecilia Marogna, nog andere personen terechtstonden. Daaronder R. Mincione, een voormalig bankier, de financiële bemiddelaar achter de "Chelsea-deal", een advocaat, een accountant en twee ex-leden van de Vaticaanse financiële toezichthouder. De aanklachten zijn onder meer verduistering, witwassen, aanzetten tot meineed. Een ervaren gepensioneerde Romeinse officier van justitie, Giuseppe Pignatone, werd benoemd om het tribunaal voor te zitten. De zaak vond plaats in een andere, grotere rechtszaal dan anders, niet in de laatste plaats vanwege de vele advocaten die de verdachten bijstonden. De Vaticaanse officier van justitie had - na een onderzoek begonnen in 2018 - een dossier van 500 blz. opgesteld. In oktober 2021 gaat het proces verder.
Het Vaticaanse tribunaal verwierp op 6 oktober effectief de aanklacht tegen Mincione en drie anderen vanwege procedurefouten en beval de Vaticaanse aanklagers om hun onderzoek opnieuw te doen om ze te herstellen. De aanklagers zouden tijdens een volgende hoorzitting, 25 januari, aankondigen of ze Mincione en de anderen opnieuw willen aanklagen of de aanklacht intrekken.
Op 7 november 2021 berichtte de Financial Times over de staat van het proces: "De strafrechtelijke procedures van het Vaticaan tegen Mincione en anderen (...) werden vorige maand gepauzeerd en de aanklachten tegen de beschuldigden werden opgeheven nadat de Vaticaanse rechter de aanklagers had verzocht om aanvullend bewijsmateriaal aan de advocaten van de verdediging te verstrekken."
Advocaten van Mincione reageerden daarop met te zeggen dat dit betekent dat de zaak tegen hem voor het Vaticaans gerechtshof juridisch en feitelijk "null" was. Het Vaticaanse aanklager is het daar niet mee eens. Op 17 november was de derde sessie van de rechtszaak.
Mincione ontkende elk onwettig handelen en stelde dat het Vaticaan juist zelf schuld heeft aan verliezen door zich in 2018 voortijdig uit de investering terug te trekken, waardoor de tijd voor "planning permission" (voor de bouw van luxueuze appartementen in het gebouw) was verstreken. De aanklager van het Vaticaan liet, als deel van het onderzoek, in Zwitserland beslag leggen op 48 miljoen euro aan aandelen in het bezit van Mincione. Deze probeerde in een aparte civiele procedure bij het Britse High Court of Justice "declaratory relief" te verkrijgen (dat hij juist gehandeld heeft).
Het Vaticaan zou op het punt staan de verkoop van het appartementencomplex aan Bain Capital af te ronden: voor 200 miljoen Britse pond. Daarmee zou het 100 miljoen pond verliezen (van de tussen 2014-2018 geïnvesteerde 350 miljoen, geld van de Sint-Pieterspenning).
Het Zwitsers Federaal Strafhof verwierp begin januari 2022 de eis van Mincione om genoemd beslag op zijn 48-50 miljoen euro aan aandelen op te heffen alsmede zijn argument geen eerlijk proces te krijgen in het Vaticaan. De rechter verwees daarbij naar het oordeel van de Vaticaanse rechter die het aangevoerde bewijs onvoldoende had gevonden en de Vaticaanse officier van justitie had gevraagd om met voldoende bewijs te komen. Omdat hij zijn aandelenkapitaal niet acuut nodig had vond hij het te vroeg om het beslag op te heffen.

##### Begrotingstekort 2021
In 2021 bleek Vaticaanstad een begrotingstekort te hebben van 50 miljoen euro. Daar was de sluiting van de Vaticaanse Musea vanwege de coronacrisis zeker debet aan. Een maatregel die Franciscus nam was een korting op de lonen van de werknemers in het Vaticaan, die voor de kardinalen 10% bedroeg.

### Curie-bisschoppen voor "leken"-tribunaal
Op 30 april 2021 legde Franciscus bij decreet vast dat kardinalen en bisschoppen die werkzaam zijn in Vaticaanstad in geval van een rechtszaak niet langer zullen worden berecht door een rechtbank bestaande uit kardinalen en andere bisschoppen (Hof van Cassatie), maar door het "gewone" Vaticaanse tribunaal (dat bestaat uit leken). Volgens de paus ging het hier om een privilege uit vervlogen tijden. Zij kunnen echter wel tweemaal beroep aantekenen.

## Beleid

### Aanpak van seksueel misbruik
Vanaf het begin van zijn pontificaat kreeg Franciscus (net als zijn voorganger) te maken met de crisis van het seksueel misbruik van minderjarigen in de kerk.
Dit schandaal was het eerst naar buiten gekomen in de VS, waar de The Boston Globe in 2002 begon te publiceren over "predator priests" (The Spotlight series). Omstreeks die tijd had de Ierse regering een onderzoekscommissie ingesteld naar aanleiding van geruchten over seksueel misbruik van kinderen in internaten in het land, die vooral gerund werden door de Rooms-Katholieke kerk. Dit onderzoek van deze "Ryan-Commission" in meer dan 250 instituten mondde in 2009 uit in een lijvig rapport van 2.600 pagina's. Ondanks overheidsinspecties bleek dat duizenden internaatskinderen gedurende tientallen jaren door priesters, broeders en zusters mishandeld en seksueel misbruikt waren. Andere rapporten kwamen uit over andersoortige katholieke instellingen in het land, bijvoorbeeld over instituten voor ongehuwde moeders, de zogenoemde "Magdalene Laundries". Paus Franciscus ontkende tegenover journalisten in het vliegtuig na zijn bezoek aan Ierland in 2018: Ik had nooit gehoord over deze moeders, ze noemen het een wasserette voor vrouwen die ongehuwd moeder geworden naar deze ziekenhuizen gaan.
Een ander voorbeeld van misstanden is het Bon Secours Mother and Baby Home in Tuam, County Galway.
Paus Franciscus heeft bij verschillende gelegenheden misbruikslachtoffers ontmoet. Hij werd echter ook beschuldigd van al te lakse maatregelen tegenover geestelijken die misbruikgevallen hebben verzwegen. Bij zijn bezoek aan België in 2024 had het thema seksueel misbruik een centrale plaats. Ook hier ontmoette de paus  slachtoffers en bood hij zijn excuses aan voor de rol die de Kerk gespeeld heeft.

#### Misbruikcommissie
In 2014 stelde Franciscus een Vaticaanse misbruikcommissie in. De 15 leden komen uit de gehele wereld. Eind maart 2021 voegde hij daar Juan Carlos Cruz (59) aan toe. Deze had een belangrijke rol om de misbruikschandalen in Chili aan het licht te brengen. Hijzelf was een slachtoffer van priester Fernando Karadima.
In de Apostolische Constitutie Praedicate Evangelium (van kracht 5 juni 2022) werd deze "Pauselijke Commissie voor de Bescherming van Minderjarigen" ondergebracht in het Dicasterie voor de Geloofsleer (dat misbruikzaken door gewijde ambtsdragers (bisschoppen, priesters en diakens) behandelt). Ze zal echter direct met de paus in contact staan via een door deze aangestelde president (Seán Patrick O'Malley) en een jaarlijks rapport voor hem opstellen hoe het met de initiatieven in de kerk ter bescherming van minderjarigen en kwetsbare volwassenen is gesteld. Ook moet zij de bisschoppenconferenties behulpzaam zijn met de oprichting van speciale centra waar misbruikslachtoffers kunnen worden opgevangen en waar hen recht wordt gedaan.
Eind maart 2023 nam de Duitse jezuïet Hans Zollner vanaf het begin lid van de commissie ontslag. Als reden noemde hij in een tweet: "tekortkomingen van structurele en praktische aard", "zaken (...) die urgent moeten worden opgepakt en die het onmogelijk maken verder deel uit te maken" van de commissie; het ontbrak volgens hem aan "verantwoording, naleving, betrouwbaarheid en transparantie". Kern van het probleem: de relatie tussen genoemd dicasterie en de commissie is niet duidelijk. Eerder stopte het Ierse misbruikslachtoffer Marie Collins: "onze voorstellen worden geweerd". In 2016 was lid Peter Saunders gevraagd op te stappen. In 2021 moest secretaris Bob Oliver uit de media vernemen dat hij als zodanig was vervangen.

#### Misbruikschandaal in Chili
Tijdens zijn bezoek aan Chili in januari 2018 vroeg hij vergeving voor het kindermisbruik door priesters in de Chileense Katholieke Kerk. Vooral de zaak rond het misbruik door priester Fernando Karadima, die betrokken was bij de opleiding van priesters, bracht veel opschudding teweeg in dit vanouds katholieke land. Er stak een storm van kritiek op toen hij het opnam voor bisschop Juan Barros, die beschuldigd werd de zaak in de doofpot te hebben willen stoppen. Hij noemde deze beschuldigingen "zonder bewijs" door slachtoffers "laster". Wel zond hij bisschop Charles Scicluna als zijn speciale gezant naar Chili om de zaak te onderzoeken.
In een brief aan de 32 Chileense bisschoppen, gedateerd 11 april 2018, gaf hij toe dat hij "ernstige fouten heeft gemaakt in de beoordeling en perceptie van een misbruikschandaal" in hun land. En verder schreef hij daarin "schaamte te voelen over uitspraken die hij (daarover) gedaan heeft". Bisschop Juan Barros noemde hij niet.
In het weekend van 28 en 29 april 2018 had hij privéontmoetingen en samenkomsten met drie Chileense misbruikslachtoffers in zijn appartement in Domus Sanctae Marthae, waarbij hulpverleners aanwezig waren. Later heeft hij nog vijf Chileense priesters ontvangen die slachtoffers zijn van voornoemde Fernando Karadima. Hij vierde de eucharistieviering met hen in concelebratie.
Naar aanleiding van een kritisch en lijvig rapport van 2300 bladzijden van Vaticaanse onderzoekers over misbruikzaken en pogingen deze toe te dekken werd in mei 2018 een bijeenkomst gehouden van alle Chileense bisschoppen met de paus in het Vaticaan. Zij boden bij deze gelegenheid hun ontslag aan hem aan. Vooralsnog hield hij dit op dat ogenblik in beraad. Toen hij echter in maart 2019 ontslag verleende aan de aartsbisschop van Santiago de Chile, kardinaal Ricardo Ezzati, werden met hem ook nog acht Chileense bisschoppen ontslagen.

#### Crisisberaad
Van 21 tot 24 februari 2019 kwam de door hem georganiseerde unieke conferentie van bisschoppen van over heel de wereld in het Vaticaan samen om over oplossingen voor deze crisis na te denken, samen te bidden en in dialoog te gaan. Hij kwam zelf met 21 voorstellen. De bisschoppen luisterden naar levensverhalen van slachtoffers. De bedoeling van de conferentie was onder andere alle bisschoppen te overtuigen dat seksueel misbruik overal kan bestaan en om oplettendheid vraagt, om slachtoffers serieus te nemen en gedragscodes op te stellen en toe te passen.
Op 7 mei 2019 ondertekende hij – verwijzend naar deze conferentie – een document, meer bepaald het motu proprio "Vos estis lux mundi" (Latijn voor "Jullie zijn het licht van de wereld"), dat voor heel de wereldkerk aangeeft hoe te handelen bij een vermoeden van seksueel misbruik. Daarin staat dat: 
1. alle priesters en religieuzen verplicht zijn mogelijk seksueel misbruik (ook het bezit van kinderporno) en/of het toedekken daarvan te melden bij hun bisschop of overste (in het geval van minderjarigen, kwetsbare personen, mensen in afhankelijkheidsrelaties, vrouwelijke religieuzen);
2. alle bisdommen waar ook ter wereld een makkelijk toegankelijk meldingssysteem in werking moeten stellen (melders kunnen zich ook direct tot Rome wenden);
3. melders en klokkenluiders begrip en bescherming moeten ondervinden;
4. wanneer het een verdachte bisschop betreft de plaatselijke metropoliet een (binnen drie maanden af te ronden) onderzoek moet instellen (tenzij Rome de zaak naar zich trekt).

Er bleven echter vragen: een bisschop blijft rechter en partij, hij hoeft geen experts in een zaak te betrekken en mogelijke slachtoffers krijgen niet automatisch resultaat van het onderzoek te horen.

### Kerkelijk wetboek aangepast
Met Pinksteren 2021 publiceerde de H. Stoel het document Pascite gregem Dei (Weidt de kudde van God). Daarin blijkt ongeveer twee derde van de canones van Boek VI van de Codex Iuris Canonici (het wetboek van de Rooms-Katholieke Kerk) gewijzigd. Dit boek gaat over "De sancties in de kerk". De lessen die de kerk heeft getrokken uit de vele gevallen van misbruik (van kinderen allereerst, maar ook van volwassenen) vinden zo hun neerslag in wetten en strafbepalingen. De wijzigingen gingen in op 8 december 2021.

### Aanscherping regels
In maart 2023 kwam Franciscus met een aanscherping van de regels die seksueel misbruik binnen de Rooms-Katholieke Kerk moeten voorkomen. De in 2019 ingevoerde regelgeving verplichtte bisschoppen en hoofden van religieuze orden om verdenkingen van misbruik bij de kerkelijke autoriteiten te melden. Vanaf 30 april geldt die verplichting ook voor niet-geestelijken die leiding geven aan erkende internationale katholieke organisaties. Hiermee maken de regels die de paus in 2019 tijdelijk invoerde, vanaf 30 april 2023 permanent onderdeel uit van de kerkelijke wetgeving.

### Bisschoppensynoden
Paus Franciscus heeft met de apostolische constitutie "Episcopalis communio" (de gemeenschap van de bisschoppen) van 15 september 2018 het instituut bisschoppensynode een nieuw reglement gegeven. Doel is het college van paus en bisschoppen een missionair adviesorgaan te geven dat heel goed kan "luisteren naar de Heilige Geest en het over heel de wereld verspreide volk van God". Ook zag Franciscus er een hulp in bij de "conversie van het pausschap" op weg "naar de eenheid van alle christenen".
Hij heeft verschillende soorten synodale vergaderingen van bisschoppen uit heel de wereld "in Rome" bijeengeroepen:
- In oktober 2014 over huwelijk en gezin. Deze kreeg het jaar daarna een vervolg:
- In oktober 2015 over huwelijk en gezin. Zijn conclusie volgde in de apostolische exhortatie Amoris laetitia (= De vreugde van de liefde). Deze bevatte de veel bediscussieerde voetnoot 351 die - onder de nodige voorwaarden - een opening biedt om mensen die in "irreguliere situaties" leven te helpen "groeien in genade" door hen sacramenten (bv. de Eucharistie) niet te onthouden.[117] Deze beide synoden gingen nog volgens het reglement van paus Paulus VI.
- In oktober 2018 over de hulp die de kerk de jongeren kan en moet bieden bij het onderscheiden van hun roeping. Hij hield met afgevaardigde jongeren een voorbereidende bijeenkomst vooraf. Zij schreven een boodschap gericht aan de synodevaders.
- In oktober 2019 de speciale synode voor de bisschoppen van heel het Amazonegebied. Dit was dus – in tegenstelling tot de hierboven genoemde – een synode voor een deel van de wereldkerk. Doel: de paus adviseren over de grote pastorale, culturele, sociale en ecologische problemen waar de kerk in dit gebied mee geconfronteerd wordt (tekort aan roepingen voor ambt en religieus leven, juiste omgang met inheemse culturen, teloorgang van het Amazonewoud en de bedreigingen van de inheemse volken die er leven).
- Voor oktober 2023 heeft hij een synode over "synodaliteit, participatie en missie" vastgesteld. Aanvankelijk was dat 2022, maar Franciscus wil dat de wereldkerk: bisschoppen, priesters, diakens én leken de tijd en de kans krijgen zich uit te spreken over hoe het met de (inspraak in de) kerk verder moet. Samen vormen zij immers de kerk. Deze "synodale weg" begint in oktober 2021. Eerst organiseert elke bisschop ontmoetingen met de clerus en de leken van zijn bisdom (aan de hand van een vragenlijst). Dan moet er een afsluitende ontmoeting komen en maakt elke bisschoppenconferentie de balans op. Van de uitkomsten maakt "Rome" een werkdocument. In de tweede fase gaat de kerk per continent daarmee aan de slag. Van de uitkomsten daarvan makkt het synode-secretariaat in het Vaticaan een tweede werkdocument. Dat diende dan als basis voor de gesprekken van de synodevaders tijdens de synode in 2023 (de derde fase).[118] Inmiddels had de paus voor oktober 2024 een vervolgsynode vastgelegd.[119]

### Liturgie
Op 16 juli 2021 werd zijn motu proprio "Traditionis Custodes" (vert.: Behoeders van de traditie) gepubliceerd. Hierin draaide hij de verruimingen terug die zijn voorgangers Johannes Paulus II en Benedictus XVI hadden toegestaan met betrekking tot het gebruik van het "missaal van Paus Johannes XXIII" (ook wel de "Tridentijnse liturgie" genoemd). Dit hadden zij gedaan in het verlangen de eenheid te herstellen, vooral met de Priesterbroederschap Sint Pius X. Paus Franciscus schreef in een begeleidende brief dat hij deze maatregel had genomen na een consultatie van het wereldepiscopaat en ook dat hij teleurgesteld was door de gebleken reactie op dit pastorale aanbod van zijn voorgangers. Het is gebruikt om afstanden te vergroten, verschillen te verharden en tegenstellingen op te bouwen die de Kerk schaden en haar vooruitgang belemmeren, waardoor ze wordt blootgesteld aan het risico van verdeeldheid.
Volgens hem werd het gebruik van de "oude mis" een instrument voor een groeiende afwijzing van niet alleen de liturgische hervorming, maar ook van het Tweede Vaticaans Concilie, met de ongegronde en onhoudbare bewering dat zij de Traditie en de "ware Kerk" heeft verraden. De Kerk blijft zich ontwikkelen onder de bijstand van de Heilige Geest en zo vormt het Tweede Vaticaans Concilie de meest recente fase van deze dynamiek.
Franciscus was ondubbelzinnig: de liturgische boeken uitgevaardigd door de heilige pausen Paulus VI en Johannes Paulus II zijn de enige, unieke uitdrukking van de "lex orandi" (wijze van bidden) van de Romeinse ritus. Vervolgens legde hij verschillende maatregelen vast die het gebruik van het oude missaal (van paus Johannes XXIII) moesten beperken, bv. niet in parochiekerken, op vastgestelde dagen, speciale toestemming van de bisschop, in bepaalde gevallen zelfs van de H. Stoel. Wat hem betreft is dit gebruik van de vorige vorm van viering alleen voor hen die tijd nodig hebben om terug te keren naar de Romeinse Ritus zoals gepromulgeerd door Paulus VI en Johannes Paulus II.
Het motu proprio was de oorzaak van emoties en veel vragen. Hierop reageerde de verantwoordelijke curieafdeling in Rome 4 december 2021 met zogenaamde "responsa" (antwoorden). Deze maken duidelijk dat "Rome" de oude ordo niet wil promoten, maar beperken. Uiteindelijk moet iedereen in de kerk de "novus ordo" gebruiken. In een rescript van 20 februari 2023 werd bepaald dat aan de Apostolische Stoel dispensatie-bevoegdheid is voorbehouden (m.b.t gebruik parochiekerk, oprichten van een eigen parochie en toestemming verlenen aan priesters gewijd na 16 juli 2021).
In zijn meditatief schrijven Desiderio desideravi (eind juni 2022) onderstreepte Franciscus zijn visie en maatregelen nogmaals.

### Rol van de vrouw in de kerk
Tijdens zijn eerste persconferentie na zijn verkiezing tot paus, op 29 juli 2013, zei hij dat tijdens zijn pontificaat vrouwen niet toegelaten zullen worden tot het priesterschap: "De kerk heeft gesproken en zegt nee. Die deur is gesloten." De kerk, d.w.z. paus Johannes Paulus II, die daarover een plechtige, maar geen officiële uitspraak ex cathedra gedaan had met de toevoeging dat hierover niet meer gediscussieerd kon worden (Ordinatio Sacerdotalis (1994)). Ook zei paus Franciscus op 15 december 2013 dat er geen vrouwelijke kardinalen komen. Hij zei wel graag te zien dat vrouwen vaker leidinggevende rollen innemen in de zielzorg en in kerkbesturen.
In 2014 benoemde hij de eerste vrouwen als lid van de Pauselijke Bijbelcommissie. De Belgische professor Bénédicte Lemmelijn werd in februari 2021 aangesteld als lid. In maart 2021 werd Nuria Calduch-Benages de eerste vrouwelijke secretaris van de Bijbelcommissie.
De paus heeft in 2016 – op vraag van de Internationale Unie van vrouwelijke religieuzen – een commissie van theologen (bestaande uit zes mannen en zes vrouwen) onder leiding van het hoofd van de Congregatie voor de Geloofsleer, kardinaal Luis Ladaria Ferrer – aan het werk gezet om te bestuderen of het theologisch mogelijk is vrouwen te wijden tot permanent diaken. Allereerst moest deze onderzoeken of er sacramenteel gewijde vrouwelijke diakens hebben bestaan in de vroegste kerkgeschiedenis. Begin mei 2019 liet de paus weten dat hem uit het rapport van de commissie is gebleken dat deze niet tot een eensluidend standpunt is kunnen komen over die vraag. Verdere studie is volgens hem dan ook nodig voor een definitief ja of nee.
In juli 2019 benoemde paus Franciscus wel voor het eerst vrouwen tot volwaardig lid van een departement van de Romeinse Curie, de Congregatie voor de Instituten van Gewijd Leven en Gemeenschappen van Apostolisch Leven. Dit bestuursorgaan houdt zich bezig met zaken die kloosterlingen en andere religieuzen in de wereldkerk betreffen.
In januari 2020 benoemde de paus voor het eerst een vrouw in de leiding van de Romeinse Curie. Francesca Di Giovanni kreeg de hoogste post ooit door een vrouw in de kerkelijke hiërarchie bekleed: ondersecretaris (‘onderminister’) binnen het Vaticaanse ‘ministerie van Buitenlandse Zaken’. Di Giovanni had al een lange staat van dienst binnen het Vaticaan.
In het voorjaar van 2020 benoemde de paus voor de tweede maal een twaalfkoppige studiecommissie die het diaconaat in de eerste eeuwen van de kerk moet onderzoeken. De eerste commissie was het erover eens dat er diaconessen waren, maar niet of zij ook een sacramentele wijding gehad hadden. Dus wat de aard was van hun diaconaat en welke functie(s) erbij hoorden.
Paus Franciscus wijzigde in januari 2021 het kerkelijk recht. Vanaf dan kunnen vrouwen officieel worden toegelaten tot enkele rollen bij het altaar. Zo wordt het mogelijk voor vrouwen om lector en acoliet te worden. Vrouwen voerden deze functies in de praktijk al uit maar konden hier niet officieel voor worden aangesteld.
Begin februari 2021 benoemde hij zuster Nathalie Becquart tot tweede secretaris van de Bisschoppensynode. Zij heeft daarmee stemrecht tijdens de synode en niet alleen spreekrecht. Uniek voor een "leek" en een vrouw.
Zuster Alessandra Smerilli FMA (° 1974 in Vasto (Chieti, Italie)) kreeg van hem in augustus 2021 de benoeming als (interim)secretaris van het Dicasterie voor de Bevordering van de Integrale Menselijke Ontwikkeling, waarvan zij al vanaf maart ondersecretaris was. Ook werd zij gedelegeerde van de Vaticaanse COVID-19-commissie, waarvan zij sinds maart van dat jaar coördinator van de "economische taskforce" was.
Vervolgens kwam begin november 2021 zijn benoeming van de Italiaanse zuster Rafaella Petrini (52) tot secretaris-generaal van het gouvernement van Vaticaanstad. Zij behaalde haar doctoraat in de sociale wetenschappen aan de Pauselijke Universiteit Sint Thomas van Aquino in Rome en doceerde daar sociologie en economie.
In juni 2021 werd de Nederlandse kerkjuriste Myriam Wijlens benoemd als expert bij de bisschoppensynode en in de stuurgroep van deze synode over synodaliteit; daarvóór was Wijlens in 2018 al benoemd tot lid van de Pauselijke Commissie voor de Bescherming van Minderjarigen.
Tijdens de bisschoppensynode van oktober 2023 kregen veertig vrouwen, waarvan vijf religieuzen, stemrecht. Dit was voor het eerst in de geschiedenis van vergaderingen van bisschoppen, sinds 1967.

### Verhouding met de katholieke lekenbewegingen
In deze groeperingen, veelal gesticht in de 20e eeuw, spelen leken een belangrijke rol. De Focolarebeweging, Gemeenschap Sant'Egidio en Gemeenschap en Bevrijding zijn hiervan enkele voorbeelden.
Franciscus' verhouding met deze groeperingen kan worden omschreven als kritisch positief. Positief, net als zijn voorgangers, omdat zij een grote belofte inhouden voor het heden en de toekomst van de katholieke kerk, bijvoorbeeld door hun aantrekkingskracht op de jeugd. Kritisch omdat ook bij enkele van deze groeperingen (en hun stichters) vormen van machtsmisbruik bleken voor te komen of sektarische trekken die om regulering en toezicht vroegen. Bv. de Legionairs van Christus. Ex-leden hadden met hun ervaringen de openbaarheid gezocht. Het Dicasterie voor Leken, Gezin en Leven kwam dan ook op 11 juni 2021 met een algemeen decreet "Le Associazioni di fedeli", met nieuwe regels, waaraan deze bewegingen moeten voldoen. Bv. een maximale duur van een aaneengesloten bestuursperiode door een bestuurder (ook van een stichter).

### Bedevaartplaatsen

#### Medjugorje
Op de terugvlucht naar Rome vanuit Portugal in mei 2017 uitte de paus tegenover journalisten zijn persoonlijke twijfels over de authenticiteit van beweerde Mariaverschijningen in Medjugorje in Bosnië en Herzegovina. Hij maakte – op basis van een rapport van de theologencommissie (gepubliceerd in 2014) die zijn voorganger in 2010 had ingesteld – een onderscheid tussen de eerste zeven verschijningen aan zes tieners (vanaf 24 juni 1981), die volgens hem verder onderzoek verdienen, en die van daarna. Hij toonde moeite te hebben met het aantal boodschappen dat Maria wordt toegedicht. Bij deze gelegenheid zei hij: "Ik geef de voorkeur aan de Madonna als moeder, onze moeder, en geen vrouw die aan het hoofd staat van een kantoor dat dagelijks op een bepaald tijdstip een boodschap verstuurt. Dat is niet de moeder van Jezus." Hij benadrukte wel dat dit zijn persoonlijke mening was. In 2018 benoemde hij de Poolse aartsbisschop Henryk Hoser, emeritus-aartsbisschop van Warschau-Praga, eerst als zijn persoonlijk gedelegeerde en na zijn emeritaat tot apostolisch visitator. Zijn opdracht was de noodzaak aan pastorale begeleiding van de duizendtallen pelgrims te onderzoeken en daarover een rapport uit te brengen.
Los van het onderzoek naar de echtheid ervan stond hij in mei 2019 toe dat sindsdien ook officiële kerkelijke bedevaarten daarheen georganiseerd mogen worden. Tot dan toe was pelgrimeren naar Medjugorje altijd een privé-aangelegenheid. Verantwoordelijken voor deze bedevaarten moeten er echter voor zorgen dat de pelgrims niet in de waan komen te verkeren dat de Heilige Stoel de verschijningen met deze maatregel heeft erkend.

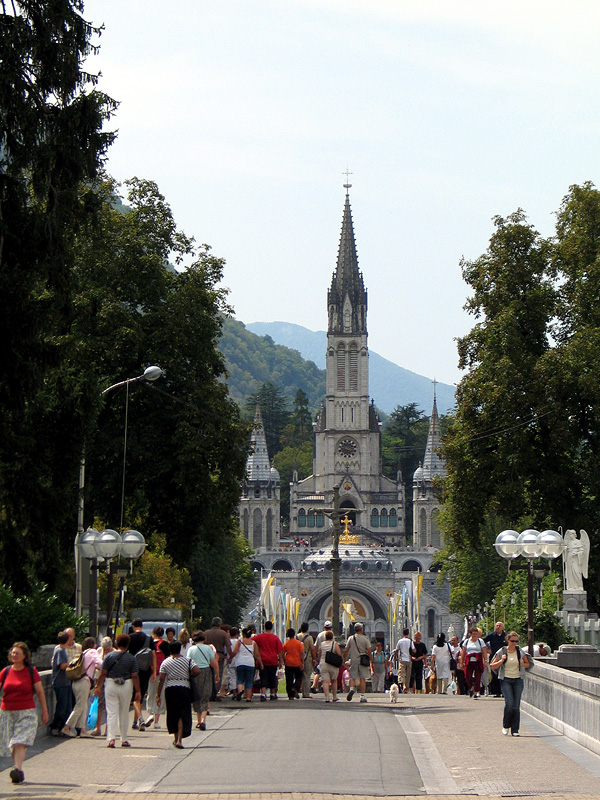
Lourdes, esplanade en basiliek

Nadat bisschop Hoser in augustus 2021 was overleden, heeft de paus in november aartsbisschop Aldo Cavalli (75 jaar, diplomaat, laatste benoeming nuntius in Den Haag, waar hij een rol speelde bij het kerkelijk oordeel over de "verschijningen van Amsterdam") als apostolisch visitator benoemd.

#### Lourdes
Paus Franciscus benoemde in 2019 de hulpbisschop van Rijsel, Antoine Hérouard, tot zijn persoonlijke (tijdelijke) gezant voor het Maria-bedevaartsoord van Lourdes om er de pastorale zorg voor de miljoenen pelgrims die jaarlijks het bedevaartsoord bezoeken, te helpen verbeteren en versterken. De paus wou dat in alle Maria-bedevaartsoorden in de wereld – groot of klein – gebed en christelijke getuigenis onvoorwaardelijk voorop blijven staan.
Het wereldberoemde Lourdes in de Franse Pyreneeën dreigde meer en meer een zakelijke onderneming te worden, ten koste van de spiritualiteit en devotie. Economisch gesproken was het oord, door toedoen van een nieuwe directeur (eerder manager bij Renault), na tien jaar weer winstgevend geworden.

### Oecumenische dialoog
Op 31 oktober 2016, Hervormingsdag, participeerde hij aan een evangelisch-rooms-katholieke gebedsviering in de lutherse Dom van Lundin Zweden. Bij gelegenheid van deze viering beloofden beide kerkgemeenschappen stappen te zetten het 500-jarig schisma tussen hen te beëindigen. Franciscus was de eerste paus sinds 1517 die dankbaarheid uitdrukte voor de reformator Maarten Luther en instemde met zijn visie op de rechtvaardiging van de mens voor God.
Op donderdag 1 juli 2021 hield hij een "Dag van bezinning en gebed" in het Vaticaan met leiders van tien Libanese katholieke, orthodoxe en protestantse kerken om van God "de gave van stabiliteit en vrede" af te smeken voor hun door een grote politieke, sociale en economische crisis geteisterde land Libanon. Er waren enkele rondetafelgesprekken die dag onder leiding van de pauselijke nuntius in Libanon.

### Interreligieuze dialoog

#### Islam
Net als zijn directe voorgangers voert ook paus Franciscus een dialoog met de islam, dit wil zeggen met vertegenwoordigers van belangrijke centra daarvan, zowel soennitisch als sjiitisch. Hij sprak bijvoorbeeld enkele malen met de rector (= sheik) van de soennitische Al-Azhar-universiteit. De rector, Ahamad al-Tayyib, en de paus ondertekenden op 4 februari 2019 de zogenaamde "Verklaring van Abu Dhabi". Deze unieke islamitisch-katholieke religieuze verklaring nodigt uit tot het aangaan van dialoog tussen alle gelovigen, wijst terrorisme sterk af en roept onder andere op de rechten van vrouwen, gezinnen, kinderen en bejaarden te erkennen en erkenning te doen vinden.

### Inzet voor de vrede

#### Russisch-Oekraïense oorlog 2022
Daags na de Russische invasie van Oekraïne in 2022 bezocht Franciscus - in afwijking van het protocol dat vereist dat een ambassadeur wordt ontboden bij het staatshoofd - de Russische ambassadeur bij de Heilige Stoel Aleksandr Avdejev. Die zei later tegen persbureau RIA Novosti dat het gesprek zo'n 40 minuten had geduurd en dat de paus zijn grote verontrusting had kenbaar gemaakt over de humanitaire gevolgen van deze inval in Oekraïne en dat hij speciaal opriep tot bescherming van kinderen, van zieken en lijdenden, van mensen. De 26e telefoneerde hij met Oekraïens president Volodymyr Zelensky om zijn medeleven te betuigen. Vanaf september 2022 ondernam de paus verschillende discrete bemiddelingspogingen in het kader van de Russisch-Oekraïense vredesonderhandelingen. Hij vaardigde onder meer ook de kardinalen Zuppi en Krajewski af naar Rusland en Oekraïne.
Tijdens het zondagse angelusgebed van 27 februari hernieuwde hij zijn oproep aan de wereldkerk om van Aswoensdag (2 maart) een dag van gebed en vasten te maken voor het herstel van de vrede in Oekraïne. Om zijn nabijheid en die van de wereldkerk te symboliseren zond hij de curiekardinalen Krajewski en Cerny naar Oekraïne. De laatste reed persoonlijk een door de paus geschonken ambulance naar Lviv. Zij gingen onderzoeken welke hulp nodig was.
Op 13 maart riep hij op tot een onmiddellijke beëindiging van de oorlog. Rond de 15e liet hij kardinaal staatssecretaris Pietro Parolin Vladimir Poetin om een onderhoud vragen, in Moskou.
De paus en kardinaal Kurt Koch hielden op 16 maart een videocall met patriarch Kirill van Moskou en heel Rusland en metropoliet Hilarion. De paus dankte de patriarch zeggend dat zij gemotiveerd werden door de wens om samen te bidden voor de vrede en voor een staakt-het-vuren. In het gesprek benadrukte Franciscus dat heilige of rechtvaardige oorlogen in het verleden gehouden werden. Dat kan niet meer.
In zijn interview met Corriere della Sera vertelde hij begin mei: "Ik heb veertig minuten met Kirill gesproken. Twintig minuten daarvan vulde hij door vanaf een papier al zijn rechtvaardigingen voor de oorlog voor te lezen." En dat hij bang is dat de patriarch "de misdienaar van Poetin" aan het worden is.
President Zelensky en Franciscus belden elkaar op 22 maart voor de tweede keer. Hij nodigde de paus onder andere uit voor een spoedig bezoek aan zijn land ten bate van de vrede. Op 25 maart wijdde Franciscus Rusland en Oekraïne toe aan "het Onbevlekte Hart van Maria".
Tijdens zijn bezoek aan Malta begin april zei hij in zijn toespraak voor de hoogwaardigheidsbekleders met betrekking tot de oorlog in Oekraïne dat er sprake was van een potentaat, die helaas verstrikt is geraakt in anachronistische claims van nationalistische belangen waardoor donkere schaduwen van oorlog vanuit het oosten van Europa worden geworpen. Franciscus heeft om verschillende redenen geweigerd Poetin of Rusland expliciet als de agressor te noemen, onder andere omdat het Vaticaan hoopte een rol te kunnen spelen in een mogelijk vredesakkoord.
Tijdens de traditionele Kruisweg-oefening in het Colosseum in Rome op de avond van Goede Vrijdag droegen een Russische en een Oekraïense vrouw samen het kruis tijdens de 13e statie. In zijn Urbi et Orbi-toespraak op 17 april, eerste paasdag, hield hij een hartstochtelijk pleidooi voor het onmiddellijk beëindigen van de oorlog in Oekraïne dat "in een wrede en zinloze oorlog ... werd gesleurd".
Ter gelegenheid van Pasen stuurde hij een brief aan patriarch Kirill, waarin hij hem vraagt "een einde te maken aan de duisternis van de oorlog" in Oekraïne, die op 24 februari is begonnen. Ook andere orthodoxe patriarchen en metropolieten werden aangeschreven.
De 22e april publiceerde de Argentijnse krant La Nacion een interview met Franciscus, waarin hij meedeelde dat wat het Vaticaan betreft een geplande ontmoeting met patriarch Kirill van Moskou medio juni in Jeruzalem van de baan is. Het zou "veel verwarring kunnen veroorzaken".
Op 23 november zei hij tijdens de woensdagse audiëntie dat het hem niet ontgaan was dat Rusland opnieuw militair greep probeert te krijgen op de gebeurtenissen door genadeloos geweld tegen de Oekraïense burgerbevolking door deze van energie en water te beroven. De paus maakte hier de vergelijking met de genocide tijdens Stalin. De dag erna publiceerde hij aan de vooravond van deze Holodomor een emotionele brief aan de bevolking van Oekraïne: "Jullie pijn is mijn pijn."
Eind november publiceerde het Amerikaanse "jezuïetenblad" America Magazine een interview dat het de 22e van die maand had gehad met de paus. Daarin had deze gezegd dat Rusland Oekraïne was binnengevallen en dat het huurlingen van Tsjetsjeense en Boerjatische afkomst waren die zich daarbij het wreedst hadden betoond en minder soldaten uit de Russische traditie. De Russische regering reageerde met groot ongenoegen.
Op 13 mei 2023 werd Zelensky door Franciscus in audiëntie ontvangen in het Vaticaan. Zij spraken over de politieke en humanitaire situatie ten gevolge van de oorlog en de noodzaak om door te gaan met humanitaire hulp voor de Oekraïense bevolking én met daden van menselijkheid ten opzichte van de meest kwetsbaren, de onschuldige slachtoffers van het conflict. Tevens beloofde de paus door te gaan met gebed. Ook nu noemde hij Rusland niet, noch zijn president. Hij gaf Zelensky een bronzen olijftak als geschenk en enkele boeken. Zelensky gaf de paus een kunstwerk gemaakt van een kogelvrij vest en een schilderij "Verlies" ("Loss") met als onderwerp kinderslachtoffers van de oorlog.

## Betrekkingen met staten en internationale organisaties

### Argentinië

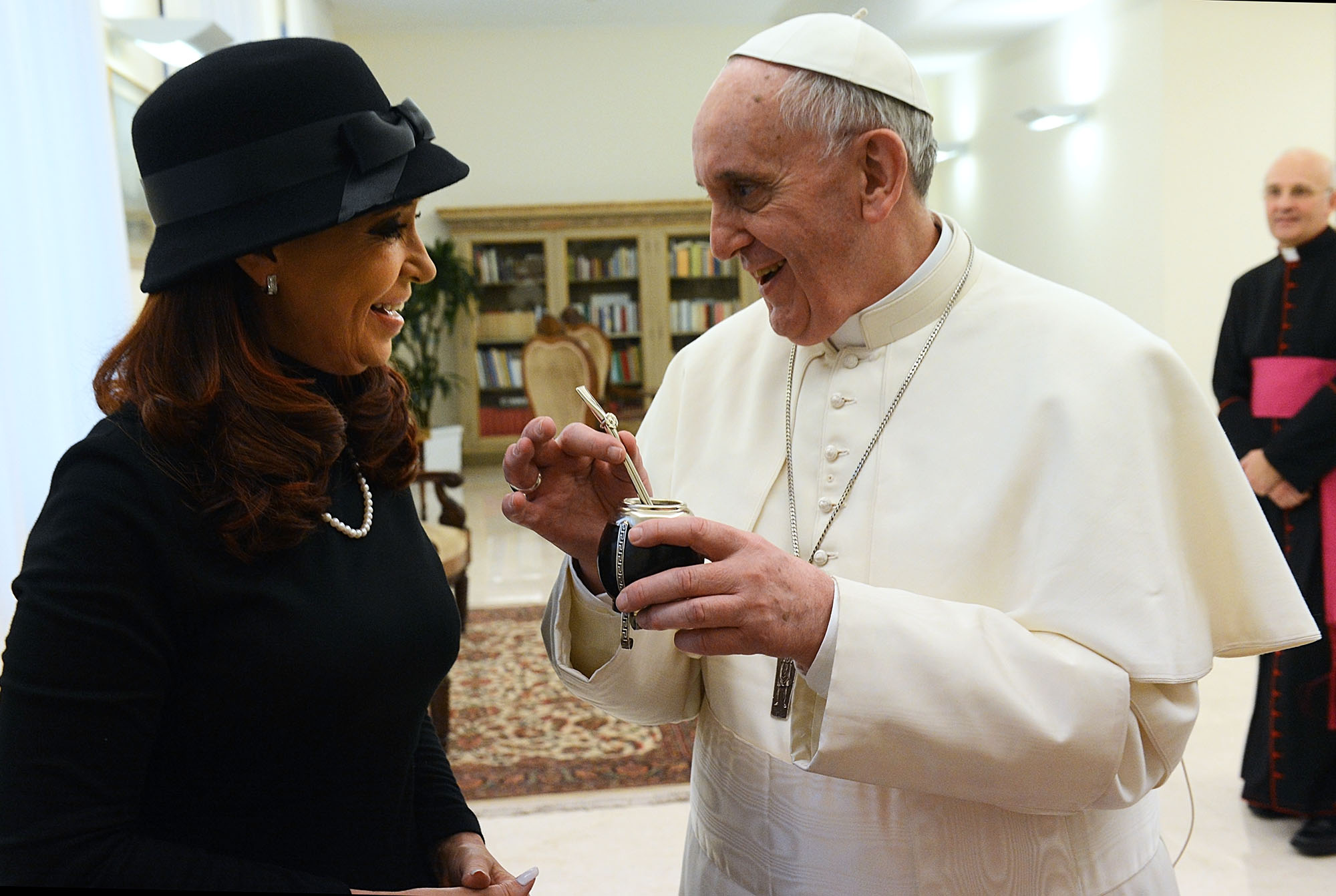
Franciscus met president Cristina Fernández de Kirchner

Als aartsbisschop van de hoofdstad Buenos Aires had hij zich op de nationale feestdag van 2004 met een preek in de kathedraal de woede van president Néstor Kirchner op de hals gehaald. Bergoglio had gevraagd om meer politieke dialoog in het land en het beëindigen van intolerantie. Kirchner vond dat Bergoglio zich niet met politiek moest bemoeien en de nationale mis in de kathedraal kwam te vervallen. De breuk was totaal toen hij door zijn steun een andere jezuïet had geholpen deelstaatsverkiezingen te winnen. Daarmee werd daar een wet voorkomen die een onbepaald aantal termijnen mogelijk zou maken voor een regeringsleider. Kirchner had gehoopt dat zo'n wet een opstap zou zijn voor hem op nationaal niveau. Zijn weduwe en opvolger Cristina Kirchner ging hem toch na zijn pauskeuze in Rome gelukwensen en zij namen met een kus afscheid. Nadien bezocht zij hem verschillende keren.
Op 21 maart 2013 ging ook de Argentijnse Adolfo Pérez Esquivel (Nobelprijs voor de Vrede 1980) op audiëntie bij zijn landgenoot in het Vaticaan om hem met de keuze te feliciteren. Na afloop zei hij tegen de pers dat Franciscus niet betrokken was geweest bij de dictatuur van de militaire junta's in hun land. Wat hij wel gedaan had was om via diplomatie mensen vrij te krijgen. Op zijn website voegde hij daar later aan toe: "... maar ik denk dat hij de moed niet had om zich - op het heetst van de strijd - bij ons te voegen."
In oktober 2016 besloot Franciscus de Argentijnse kerkelijke archieven open te stellen voor de slachtoffers van de Vuile Oorlog (1977-1983). In de hoop dat zij meer te weten konden komen over hun familieleden en de kerk over haar rol in deze periode. Deze kon variëren van medewerking of wegkijken tot verzet (bv. de vermoorde bisschop Angelelli). Hij steunde als paus de Grootmoeders van de Plaza de Mayo en ontving voorzitster Estela de Carlotto enkele keren in audiëntie. Zij willen opheldering over het lot van 500 kinderen van tegenstanders van het regime die bij hun ouders werden weggehaald. Een aantal daarvan werd via kerkelijke verantwoordelijken bij door de junta vertrouwde ouders geplaatst.
Eind december 2020 keurde de Argentijnse senaat – ondanks tegenstand van de kerk en brieven van Franciscus - de door president Alberto Ángel Fernández ingediende abortuswet goed die abortus legaal maakte tijdens de eerste 14 weken van de zwangerschap en – als de geestelijke gezondheid van de vrouw in het geding is – tot aan de geboorte. Tot dan was het alleen legaal in geval van levensgevaar voor de moeder of bij zwangerschap na verkrachting.
Argentinië is overigens het enige grote Latijns-Amerikaanse land waaraan hij nog geen bezoek gebracht had.

### Verenigde Naties
De naoorlogse pausen op de Heilige Stoel hebben van meet af aan groot belang gehecht aan de Verenigde Naties. Dit werd nog eens benadrukt door paus Franciscus in zijn toespraak tot haar algemene vergadering op 25 september 2015:

Al mijn directe voorgangers gaven uitdrukking aan hun hoge achting voor deze organisatie, die zij beschouwden als het geëigende juridische en politieke antwoord op dit moment van de geschiedenis, gekenmerkt door ons technisch vermogen om grenzen en afstanden te overbruggen en, klaarblijkelijk, elke natuurlijke grens te overschrijden bij het uitoefenen van macht. Een essentieel antwoord, in zoverre technologische macht, in de handen van nationalistische of valse universalistische ideologieën, in staat is tot het plegen van enorme gewelddaden. Daarom kan ik alleen maar mijn voorgangers nazeggen door te beamen hoe belangrijk de Katholieke Kerk dit instituut vindt en welke grote hoop zij vestigt in haar activiteiten.

### Verenigde Staten
Eind maart 2014 ontving hij de Amerikaanse president Barack Obama in audiëntie.
Van 22 tot 27 september 2015 bezocht hij de Verenigde Staten en werd hij ontvangen door president Obama. In zijn toespraak tot het Amerikaans Congres stelde hij de toehoorders naast Abraham Lincoln en Martin Luther King ook de katholieke pacifisten Dorothy Day en Thomas Merton tot voorbeeld.
Op 29 oktober 2021 werden de Amerikaanse president Joe Biden en zijn echtgenote Jill Biden door paus Franciscus in het Vaticaan ontvangen. Het was de tweede keer dat een rooms-katholiek Amerikaans president een paus opzocht in zijn residentie. Zijn voorganger John F. Kennedy werd op 2 juli 1963 ontvangen door paus Paulus VI. Biden was op doortocht naar Glasgow voor de klimaatconferentie COP 26 daar. De audiëntie duurde relatief lang, 75 minuten. Biden lag in zijn kerk in de VS onder vuur naar aanleiding van zijn politieke stellingnames met betrekking tot abortus en lgbt+, die liberaal en pro-choice zijn. Persoonlijk heeft hij gezegd zich aan standpunten van zijn kerk te houden. Er was een tijdlang sprake van dat de conservatieve meerderheid in de Amerikaanse bisschoppenconferentie zich zou uitspreken voor een document over de eucharistie met een communieverbod voor katholieke politici als hij. Na afloop beantwoordde hij vragen van de pers hierover, waarbij hij onder meer zei dat de paus "blij was dat ik een goede katholiek was en dat ik de communie zou moeten blijven ontvangen". Biden zei een grote bewondering voor Franciscus te hebben voor zijn inzet voor de vrede en ook vanwege zijn grote persoonlijke en pastorale jarenlange belangstelling voor hem en zijn gezin.

### Canada
Tussen 1883 en 1997 zaten naar schatting 150.000 inheemse kinderen in Canada op zogeheten "residential schools". Dit onderwijsprogramma van de staat om deze kinderen de westerse, christelijke cultuur op te dringen werd voor een belangrijk deel gerealiseerd op rooms-katholieke internaten. De kinderen mochten hun eigen taal niet spreken. Er was zelfs sprake van verwaarlozing, ondervoeding en mishandeling. Zeker 4100 kinderen zouden zijn gestorven tijdens hun schooljaren. Kinderbegraafplaatsen werden ontdekt. Een Canadese verzoeningscommissie had het in een rapport in 2015 over "culturele genocide". Canada bood excuses aan voor dit schoolsysteem.
De Canadese premier Justin Trudeau zei 4 juni 2021 dat het "echt tijd is dat de Katholieke Kerk haar verantwoordelijkheid erkent". Hij eiste excuses van paus Franciscus. Kort daarop ging deze niet verder dan zijn innig verdriet te uiten.
Op 1 april 2022 ontmoette hij leiders van inheemse volken uit Canada in de Sala Clementina in het Vaticaan. Bij deze gelegenheid toonde hij zich verontwaardigd en beschaamd over wat op bovengenoemde residential schools destijds gebeurde en drukte hij zijn spijt uit.

### China
In 2018 sloot de Heilige Stoel een "voorlopig akkoord" met de Volksrepubliek China. Onderdeel daarvan vormde het door Rome erkennen van zeven "staatsbisschoppen". Enkele Romegetrouwe bisschoppen van de "ondergrondse kerk" moesten hun zetel opgeven. In het najaar van 2020 werd deze overeenkomst met twee jaar verlengd. Dit leidde tot kritiek door de VS (Mike Pompeo). Ook binnenkerkelijk waren er critici, zoals de Chinese kardinaal Joseph Zen, die het een verraad van de martelaren-kerk noemde. De staatssecretaris van het Vaticaan, Pietro Parolin, noemde de zaak een strikt kerkelijke en pastorale aangelegenheid. Nu staan alle Chinese bisschoppen in eenheid met de paus van Rome, zei hij.

#### Tibet
Tegen half december 2014 weigerde Franciscus de dalai lama te ontvangen, die om een audiëntie had gevraagd. Een woordvoerder van het Vaticaan gaf als reden op de fragiele relatie van de Heilige Stoel met de Volksrepubliek China. Deze neemt het regeringen die de dalai lama ontvangen kwalijk.

### Israël
Met de staat Israël sloot de Heilige Stoel (het is de tijd van de Oslo-akkoorden ), op 30 december 1993 een basisakkoord, waarin ze de staat Israël erkent. (De Heilige Stoel is voorstander van een tweestatenoplossing conform de VN-resolutie.) Daarna volgden nog twee andere akkoorden. Sinds 15 juni 1994 onderhouden beide landen diplomatieke betrekkingen Beide partijen kunnen het echter nog niet eens worden over de juridische en fiscale status van (rooms-katholiek) kerkelijk bezit in Jeruzalem. Daarbij gaat het over eigendomsrechten (kerken en kloosters) en belastingen. Beide landen hebben onderhandelingsteams die geregeld besprekingen met elkaar voeren. De ene keer in Rome, dan weer in Jeruzalem. Er blijven echter zaken die ook anno 2019 nog steeds niet geregeld of uitgevoerd zijn.
Ook het vredesproces in het Midden-Oosten wordt in deze gesprekken aan de orde gesteld. In 2003 riep toenmalig paus Johannes Paulus II Israël al op om te stoppen met de Israëlische Westoeverbarrière, want ook pelgrims moeten zich vrij kunnen bewegen. In de twee jaren daarvoor waren door de Israëlische autoriteiten visa geweigerd aan rooms-katholieke geestelijken, met name aan die uit Arabische landen.
Tijdens zijn 'pelgrimstocht' in 2014 op 24, 25 en 26 mei bezocht paus Franciscus achtereenvolgens Jordanië, Palestina en Israël. Hij riep de internationale gemeenschap op om "Jordanië niet alleen te laten met de humanitaire noodsituatie van de vluchtelingen. Onderweg in Bethlehem stopte hij bij de Afscheidingsmuur en bad er kort. De paus nodigde zowel Abbas als Peres uit om naar het Vaticaan te komen om na te denken over en te bidden voor vrede tussen hun volken. De top kwam er, maar had - naast het gezamenlijk planten van een vredes(olijf)boompje - geen merkbaar resultaat.
Bij zijn ontmoeting met Israëlische regeringsleiders, kerkleiders en leiders van diverse religies bepleitte hij het recht op godsdienstvrijheid en dialoog en verzoening in plaats van wapens om tot vrede te komen. Tijdens de laatste dagen van zijn bezoek was er een protestbetoging van zo'n 150 ultraorthodoxe joden.
Terug in Rome hield hij op 28 mei 2014 op het Sint-Pietersplein een terugblik op de 'pelgrimstocht door het Heilig Land'.
Fouad Twal was van 21 juni 2008 tot 24 juni 2016 Latijnse patriarch van Jeruzalem. Na diens terugtreden is de zetel opmerkelijk lang vacant gebleven; er kwam een apostolisch administrator, de Italiaanse bisschop Pizzaballa, die de zaken waarnam. Op 24 oktober 2020 benoemde de paus hem tot patriarch.
Op 20 november 2019 bracht het Vaticaans persbureau een bijzondere verklaring uit van de Heilige Stoel. Deze spreekt over "recente besluiten die het verdere vredesproces tussen Israël en Palestina ondermijnen, alsmede de reeds fragiele regionale stabiliteit". Dit in verband met de Amerikaanse regering-Trump, die de door Israëliërs gestichte nederzettingen op de Westelijke Jordaanoever niet langer illegaal noemt. De Heilige Stoel erkent erin zowel het recht van de staat Israël als dat van het Palestijnse volk om in vrede en veiligheid te leven binnen grenzen die door de internationale gemeenschap worden erkend. Volgens haar moet een "fair compromis" worden bereikt door directe onderhandelingen met steun van diezelfde internationale gemeenschap op basis van alle relevante VN-resoluties.

### Italië
Medio juni 2021 overhandigde aartsbisschop Paul Callagher namens het staatssecretariaat van het Vaticaan een diplomatieke protestnota aan de Italiaanse ambassadeur bij de Heilige Stoel. Daarin wordt gesteld dat delen van een nog door de Italiaanse senaat te behandelen wetsvoorstel de bij het Concordaat van 1929 (aangepast in 1984) tussen de staat Italië en de H. Stoel overeengekomen vrijheid van godsdienst(ige uitingen) door de Rooms-Katholieke Kerk beperkt.
Het is voor het eerst dat het Vaticaan gebruikmaakt van een clausule in dit concordaat dat deze weg van protest en eventueel een samen kijken naar een wetsvoorstel mogelijk maakt.
Het betreft een wetsvoorstel (de wet-Zan) dat beoogt discriminatie van en geweld tegen onder anderen LHBTQ'ers strafbaar te stellen. Het Vaticaan wil onder meer niet dat katholieke scholen verplicht worden mee te doen met een jaarlijkse dag tegen homofobie en transfobie.

### Orde van Malta
Al vanaf vrijwel het begin van zijn pontificaat heeft Franciscus te maken met problemen die spelen bij de Orde van Malta.
Het kwam maar niet tot een oplossing en in september 2022 besloot hij het volledige bestuur van de orde te ontbinden en te vervangen door een tijdelijke raad, in afwachting van nieuwe statuten.

### Cuba

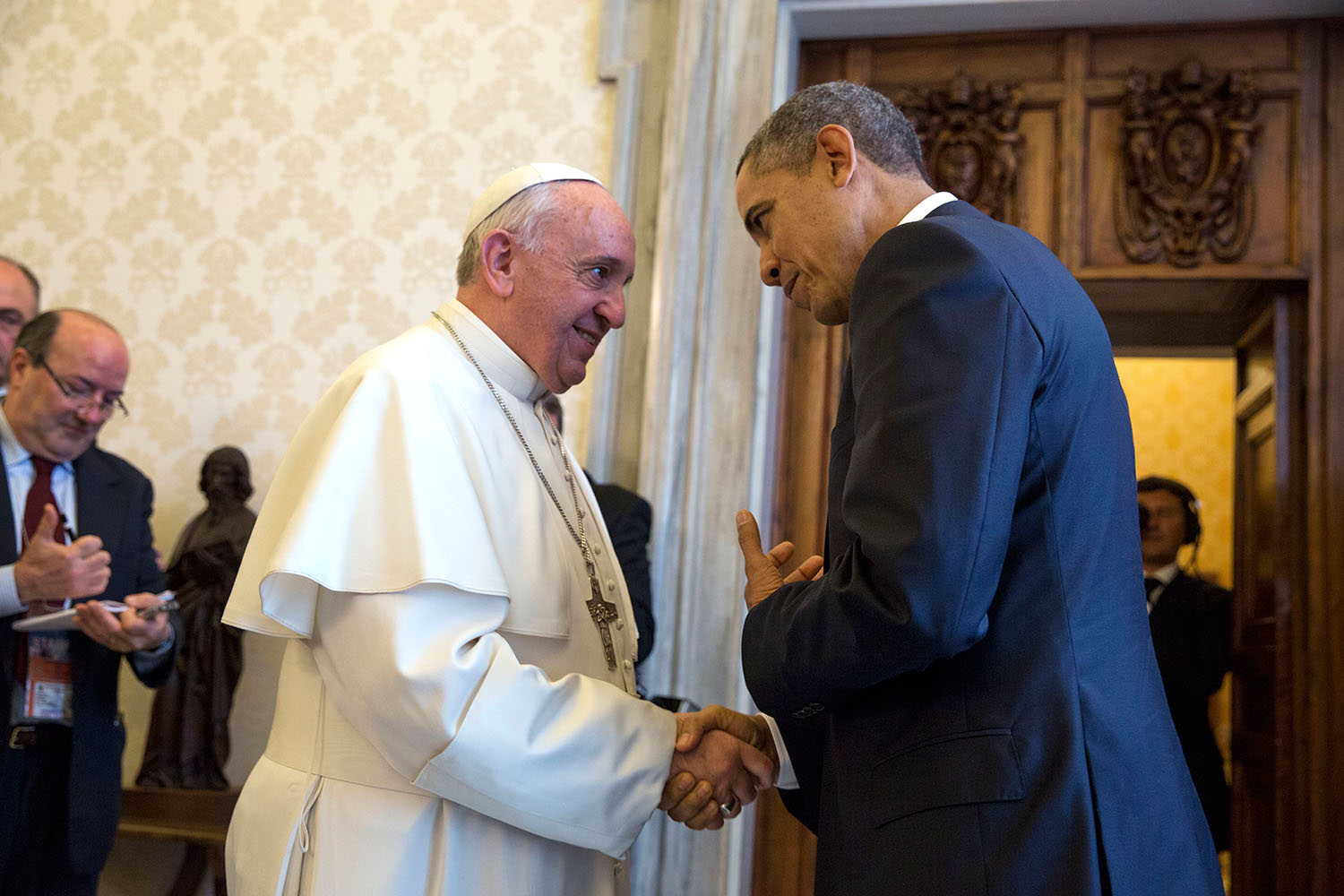
Franciscus met Amerikaans president Barack Obama, 27 maart 2014

Franciscus zette de diplomatie richting Cuba van zijn directe voorgangers voort. Zijn bezoek aan het land in 2015, zijn brieven aan Raul Castro en zijn gesprekken tijdens zijn bezoek met hem en later met zijn oudere broer Fidel Castro waren in die zin vruchtbaar dat kardinaal Jaime Ortega, aartsbisschop van Havanna, mocht bemiddelen bij de gesprekken tussen Cuba en de VS. Deze gesprekken leidden tot een diplomatiek normaliseringsproces tussen beide landen: een ambassade van de VS in Havanna en de vraag van president Barack Obama aan het Amerikaanse Congres om het economisch embargo op te heffen. Ook werd een Amerikaan vrijgelaten net als drie Cubaanse spionnen. Zelf hoopt Franciscus grotere godsdienstvrijheid te bereiken en dat Goede Vrijdag een nationale feestdag wordt op het vanouds katholieke eiland.

### Caritas Internationalis
Paus Franciscus ontsloeg op 22 november 2022 directeur Aloysius John (India) en management van de internationale rooms-katholieke in het Vaticaan gevestigde liefdadigheidsorganisatie Caritas Internationalis (162 nationale afdelingen; werkzaam in 200 landen) en stelde een tijdelijk leiderschap aan nadat een externe beoordeling management- en morele problemen op het hoofdkantoor had vastgesteld. Een verklaring van het Vaticaan stelde dat er geen bewijs gevonden was van financieel wanbeheer of seksuele ongepastheden. Er zouden getuigenissen zijn met betrekking tot een onveilige werksfeer. Begin mei 2023 vocht John zijn ontslag aan en noemde het een "machtsgreep". De verantwoordelijke kardinaal (van Manilla) Luis Antonio Tagle bleef aan.

## Opvattingen

### God
"God is een klank van stilte ... De stijl van God is niet die van het spektakel: God is werkzaam in de nederigheid, in de stilte, in de kleine dingen, de simpele dingen."

### Jezus Christus belijden
Zowel in zijn eerste homilie als paus als in zijn eerste toespraak tot de kardinalen sprak Franciscus over het wandelen in de aanwezigheid van Jezus Christus en benadrukte hij de opdracht van de Kerk om hem te verkondigen. In de audiëntie met de kardinalen zei hij:

Aangezet door het Jaar van het Geloof zullen we allen samen, herders en gelovigen, een poging doen om gelovig te reageren op de eeuwige missie: Jezus Christus naar de mensheid te leiden, en de mensheid naar een ontmoeting met Jezus Christus: de Weg, de Waarheid en het Leven werkelijk aanwezig in de Kerk en, tegelijkertijd, in elke persoon. Deze ontmoeting maakt ons nieuwe mensen in het mysterie van de Genade, en zet ons hart aan tot de christelijke vreugde die voor degenen die Hem in hun leven verwelkomen het honderdvoudige is wat Christus ons geeft.

In zijn homilie benadrukte hij dat "als we Jezus Christus niet belijden, er dingen misgaan. We worden wellicht een liefdadigheidsorganisatie, maar niet de Kerk, de bruid van de Heer." Verder verkondigde hij dat "Wanneer we Jezus Christus niet belijden, we de wereldsheid van de duivel belijden ... wanneer we Christus belijden zonder het kruis, zijn we geen leerlingen van de Heer, dan zijn we werelds."
Het thema van het afwijzen van "geestelijke wereldsheid" is zelfs voor hij paus werd omschreven als leidmotief van zijn verkondiging. Vanuit zijn visie op wereldsheid als het "centreren op het zelf", noemde hij dit het "grootste gevaar voor de Kerk, voor ons, die de Kerk zijn."

### Maria
Paus Franciscus heeft, sinds zijn studietijd in Duitsland, een bijzondere verering voor Maria, die de knopen ontwart. Hij nam ansichtkaarten van dit genadebeeld, dat zich in het Beierse Augsburg bevindt, mee terug naar Argentinië. Sindsdien worden kopieën van het wonderdadige schilderij in verscheidene Argentijnse kerken vereerd. Ook als paus bleef hij regelmatig verwijzen naar deze volksdevotie.
Tijdens de eucharistieviering in de Sint-Pietersbasiliek bij gelegenheid van het feest van Onze-Lieve-Vrouw van Guadalupe op 12 december 2019, patrones van heel Amerika, deed hij de uitspraak dat Maria in het evangelie geen rol speelde als medeverlosseres, maar als leerling, waarmee hij een antwoord bood op een eeuwenoud dogma.

### Sociale leer
Franciscus staat bekend als een verdediger van de armen. "We leven in het meest ongelijke deel van de wereld, dat het meest is gegroeid, maar dat de ellende het minst heeft verminderd", zei Bergoglio tegen Latijns-Amerikaanse bisschoppen in 2007. "De onrechtvaardige verdeling van goederen duurt voort, wat een situatie veroorzaakt van sociale zonde die uitschreeuwt naar de hemel, en die de mogelijkheden van een voller leven limiteert voor zovelen van onze broeders." Vaticaankenner Gerard O'Connell vertelde over hem: "Dit is een man die naar de krottendorpen gaat en met de mensen kookt."
Als aartsbisschop verkoos hij te wonen in een eenvoudig appartement boven het wonen in het bisschoppelijk paleis. Hij weigerde een chauffeur met limousine en gaf er de voorkeur aan de bus te nemen naar zijn werk. Ook kookte hij zijn eigen maaltijden.

### Zwakkeren in de samenleving
In 2007 veroordeelde Bergoglio dat wat hij "de culturele tolerantie van kindermishandeling" noemde en het "wegwerpen van de ouderen". Hij liet sterk zijn afkeur blijken over de mishandeling van kinderen, dat hij "demografisch terrorisme" noemde, en beweende hun uitbuiting. Ook het verwaarlozen, en als waardeloos beschouwen, van ouderen om hun hoge leeftijd keurde hij af.

### Moraliteit als antwoord op de genade van God
Bergoglio beziet moraliteit in het verband van een ontmoeting met Christus. Deze ontmoeting wordt volgens hem "veroorzaakt" door barmhartigheid, en "het bevoorrechte brandpunt van de ontmoeting is de liefkozing die de barmhartigheid van Jezus Christus over mijn zonde vormt".
Op deze wijze, vertelt hij, ontstaat een nieuwe moraliteit, een overeenstemming met barmhartigheid. Hij beschouwt deze moraliteit als een "revolutie". Het is voor hem geen "titaneninspanning van de wil", maar "simpelweg een antwoord" op een "verrassende, onvoorzienbare en "onrechtvaardige barmhartigheid". Het is "niet een nooit vallen, maar een altijd weer opstaan".
Volgens zijn biografie, getiteld De Jezuïet, veranderde zijn leven toen hij op zeventienjarige leeftijd, tijdens een dag van studentenvieringen, met biechten begon.

Iets vreemds overkwam mij. (...) Het was een verrassing, de verbijstering over een ontmoeting. (...) Dit is de religieuze ervaring: de verbijstering over het ontmoeten van iemand die op jou gewacht heeft. (...) God is degene die ons eerst zoekt.

### Kerk
De kerk is, volgens Franciscus, als een veldhospitaal na een slag. Geestelijken moeten wonden helen, zich niet verliezen in het handhaven van regels. Controleren of preken wel orthodox zijn, oordelen over vrouwen die in benarde omstandigheden voor abortus kiezen, het bruusk afwijzen van homo's; dat moet niet de hoofdtaak zijn. De kerk moet vooral ieder de liefde van God voorhouden.

De biechtstoel is geen folterkamer, maar een ruimte voor barmhartigheid.

### Klerikalisme
Al verschillende keren, bijvoorbeeld tijdens zijn openingstoespraak van de "Jongerensynode" in oktober 2018, bekritiseerde hij het klerikalisme: 

Klerikalisme komt voort uit een elitaire en exclusieve visie op roeping, die de wijding begrijpt als een machtiging eerder dan als een vrije en edelmoedige dienst. Daardoor denken we te behoren tot een groep die alle wijsheid in pacht heeft en die niet hoeft te luisteren of te leren. We moeten ervoor zorgen dat dit niet meer gebeurt. Luisteren en stereotypen achterwege laten vormen het beste tegengif.

### Celibaat
In het boek Sobre el Cielo y la Tierra (= 'Over de Hemel en de Aarde') uit 2012 geeft dan nog kardinaal Bergoglio aan niet uit te sluiten dat voor rooms-katholieke priesters het celibaat, dat negenhonderd jaar na de dood van Christus werd ingesteld, wordt opgeheven, maar alleen culturele redenen zouden daarvoor volgens hem aanleiding kunnen geven. Hij gelooft niet dat het celibaat wordt opgeheven om het priestertekort op te lossen. Hij verwijst in het boek ook naar andere christelijke kerken, waar priesters getrouwd mogen zijn, maar bisschoppen niet. In een interview in 2014 zei Franciscus in antwoord op de vraag of het celibaat in de Rooms-Katholieke Kerk een groeiend probleem wordt: "Het probleem bestaat zeker, maar is niet zo omvangrijk. Er is tijd nodig, maar er zijn oplossingen, en we zullen die vinden."
Tijdens de synode van bisschoppen uit het Zuid-Amerikaanse Amazonegebied eind 2019 werd het voorstel gedaan oudere gehuwde mannen toe te laten tot het priesterambt om het priestertekort het hoofd te bieden. De verwachting was dat Franciscus hier positief op zou reageren. Onder meer na een kritische publicatie van zijn voorganger Benedictus XVI onthield Franciscus in 2020 zijn goedkeuring aan het voorstel, dit tot grote teleurstelling van progressieve krachten in de katholieke kerk.

### Homoseksualiteit

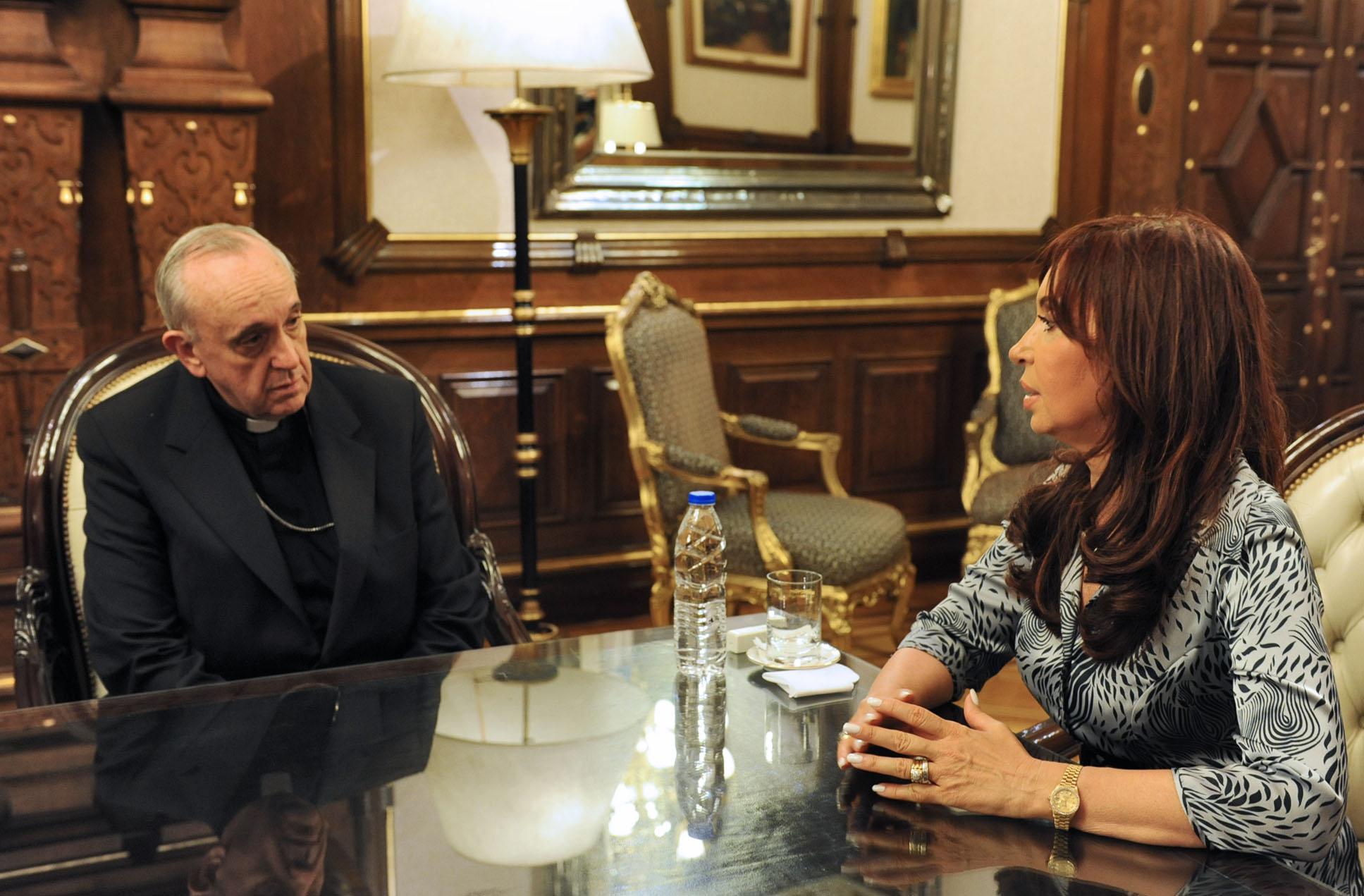
Toenmalig kardinaal Bergoglio in 2010 met de Argentijnse presidente Kirchner

Als kardinaal steunde Bergoglio de kerkelijke leer over homoseksualiteit, met inbegrip van de leer dat mannen en vrouwen met diepgewortelde homoseksuele neigingen moeten worden aanvaard met respect, mededogen en gevoeligheid en dat elke vorm van onrechtvaardige discriminatie jegens hen moet worden vermeden. Hij is echter sterk gekant tegen de wetgeving die in 2010 door de Argentijnse regering is aanvaard over het huwelijk tussen mensen van hetzelfde geslacht. Hij noemde het "een echte en ernstige antropologische terugval". In een brief aan de kloosters van Buenos Aires schreef hij:

Laten we niet naïef zijn, dit is niet slechts een politieke strijd, het is een poging Gods plan te vernietigen. Het is niet slechts een wet (een eenvoudig instrument), maar een poging van de vader van de leugen, die tracht de kinderen van God te verwarren en misleiden.

Over adoptie door homoseksuele paren schreef hij:

Op het spel staan de identiteit en het voortbestaan van het gezin: vader, moeder en kinderen. Op het spel staan de levens van vele kinderen die bij voorbaat worden gediscrimineerd, en aan wie de menselijke ontwikkeling, gegeven door een vader en een moeder, en gewenst door God, wordt ontzegd.

Als paus zei hij tegen journalisten op de terugweg van de Wereldjongerendagen in juli 2013 in Rio de Janeiro: dat wanneer een homoseksuele persoon van goede wil en op zoek naar God is in zijn of haar leven, ik niet de persoon ben om over hem of haar te oordelen. Hij refereerde aan de leer van de Rooms-Katholieke Kerk die verbiedt homo's te discrimineren en marginaliseren. De Nederlandse belangenvereniging voor homo's en biseksuelen COC Nederland noemde de uitspraken een stap in de goede richting.
Eind maart 2021 had Franciscus Juan Carlos Cruz (59) toegevoegd aan de Vaticaanse Misbruikcommissie. Hij had een belangrijk aandeel om de misbruikschandalen in Chili aan het licht te brengen. Zelf was hij een slachtoffer van priester Fernando Karadima. Naar aanleiding van een privégesprek met de paus zei hij blij te zijn met het vertrouwen van de paus en dat deze zijn excuses had aangeboden voor zijn aanvankelijke foute inschatting. De paus had volgens hem gezegd m.b.t. zijn homoseksualiteit: "God heeft jou zo gemaakt en houdt van jou!" Volgens commentatoren zou de paus met deze woorden een stap verder gaan in verhouding met eerdere uitspraken over homoseksualiteit.
Echter, hij zette in maart 2021 zijn handtekening onder een verklaring van het Vaticaan dat geestelijken verbiedt om LHBT-relaties te zegenen.
In juni van dat jaar stuurde hij een handgeschreven brief - in zijn Spaanse moedertaal - aan zijn mede-jezuïet de Amerikaan James Martin SJ, waarin hij Martins manier van pastoraat met rooms-katholieke lhbt'ers prees en vergeleek met de stijl van God. Martin wil hoe dan ook een inclusieve kerk, waar lhbt'ers zich veilig en welkom voelen. Hij legt dat uit in zijn boek Building a Bridge. In zo'n kerk bejegent iedereen eenieder met meegevoel en respect. Jezus ging ons voor in het omgaan met zondaars (het verhaal van Zacheüs, Lk. 19,1-10) en we zijn dat allemaal. We hebben allemaal op een of andere manier bekering nodig. Pastoraat met lhbt'ers is vergezellen (accompaniment). Conversie-therapie is uit den boze.
De tiende december van 2021 was het de beurt van een andere Amerikaan, zuster Jeannine Gramick S.L., om een handgeschreven brief in het Spaans van hem te krijgen. Hij beantwoordde haar brief naar aanleiding van haar 50-jarige inzet voor katholieke homoseksuelen in haar land. Ook in haar omgang met hen zag hij "de stijl van God": nabijheid, meevoelen en -lijden en fijngevoeligheid ("siendo cercano, compasivo, mucha ternura"). Samen met Robert Nugent S.P.S. stichtte zij New Ways Ministry en bereisden zij bijna heel de VS om lezingen te geven om katholieken wetenschappelijk verantwoord voor te lichten over homofilie en homoseksualiteit. Ook vanuit de sociologie en de theologie. In de vijf decennia van haar inzet had zij te maken met moeilijkheden van de kant van bisschoppen, die wilden dat zij ermee ophielden en werd zij onderworpen aan een 11-jarig kerkelijk onderzoek, dat leidde tot het oordeel dat zij de kerkelijke leer met betrekking tot homoseksualiteit niet nauwkeurig weer hadden gegeven en dat zij dit pastoraat moesten opgeven. Zij had zich "gewond" gevoeld en, omdat zij niet zweeg over het onderzoek, had zij haar kloosterorde ("School Sisters of Notre Dame") moeten verlaten (maar was over kunnen gaan naar de "Sisters of Loreto"). Nog in december 2021 had het Vaticaanse Algemene Secretariaat voor de Bisschoppensynode een link naar een webinar door New Ways Ministry van haar website gehaald. Na een eerdere briefwisseling met de paus was deze weer teruggeplaatst.
Op 24 januari 2023 zei hij dat enerzijds homoseksualiteit een zonde is, anderzijds dat het geen misdaad is. Wetten die dat laatste stellen zijn onrechtvaardig en verdienen oppositie van de kerk."We zijn allemaal kinderen van God, en God houdt van ons zoals we zijn ("and for the strength that each of us fights for our dignity").
Op 18 december 2023 kwam Franciscus met een verklaring waarin hij akkoord ging met het zegenen door priesters van relaties van mensen van hetzelfde geslacht. De paus zei dat mensen die hun relatie door de zegen van God bekrachtigd willen zien, niet aan een uitputtend moreel onderzoek mogen worden onderworpen. Hij benadrukte dat deze zegening anders is dan een huwelijk waarin de partners man en vrouw moeten zijn. De zegening betekent niet dat de kerk dergelijke relaties goedkeurt. Ook mag de zegening niet het karakter van een huwelijksceremonie krijgen. De verklaring wordt gezien als een baanbrekende stap richting erkenning van homoseksuele liefde en relaties van mensen van hetzelfde geslacht. Conservatieve kardinalen en geestelijken namen met weerzin kennis van de tolerante opvatting van de paus.

### Gendertheorie
De lessen die in Frankrijk worden gegeven over 'gendertheorie' zijn volgens Franciscus een vorm van ideologische kolonisatie. De kerkvader stelt dat het niet normaal is dat kinderen wordt geleerd dat ze van geslacht kunnen veranderen.
De gendertheorie heeft, volgens de paus in een interview, als doel om alle verschillen tussen mannen en vrouwen uit te wissen, wat Gods plan voor de mens "aan de basis zou vernietigen": "Diversiteit, onderscheid. Het zou alles homogeen, neutraal maken. Het is een aanval op verschil, op de creativiteit van God en op mannen en vrouwen."

### Abortus
Naarmate zijn pausschap vorderde, betoonde Franciscus zich in steeds fellere bewoordingen een tegenstander van abortus.
In 2024 zei hij dat de Amerikanen bij de presidentsverkiezingen eigenlijk een keus hadden uit twee kwaden. Paus Franciscus zei dat beide Amerikaanse presidentskandidaten, Harris en Trump, een beleid voeren dat "tegen het leven" is. In het vliegtuig van Singapore terug naar Rome keurde hij het abortusstandpunt van vicepresident Harris af en noemde hij abortus "moord". Tegelijkertijd zei de paus dat het plan van Trump om miljoenen immigranten te deporteren een "ernstige" zonde is, om vervolgens de Amerikaanse katholieke kiezer op te roepen om "het minste kwaad te kiezen" als ze in november naar de stembus gaan. De paus ging niet verder in op wat of wie hij daarmee bedoelde.
Op de thuisreis van zijn bezoek aan België in september 2024 noemde de paus dokters die abortussen uitvoeren "huurmoordenaars". "Abortus is moord. Er wordt een mens gedood." De Belgische premier De Croo riep daarop de pauselijke nuntius in zijn land ter verantwoording vanwege de uitspraken over abortus door de paus. Ook de door de paus tijdens het bezoek uitgesproken intentie koning Boudewijn zalig te verklaren wegens diens abortus-standpunt, stuitte op weerstand.

### Huwelijk en gezin
Op 14 september 2014, de dag van het feest van de Kruisverheffing, verbond paus Franciscus in de Sint-Pietersbasiliek twintig stellen in de echt. Onder hen waren een man wiens huwelijk was nietig verklaard, een vrouw die al een kind had en verscheidene paren die al ongehuwd samenleefden. Paus Franciscus onderstreepte bij deze gelegenheid dat het huwelijk "het echte leven" betreft en "niet een of andere televisieshow". Volgens de paus "moet de Kerk een vergevingsgezinde Kerk zijn".
Op 19 maart 2016 bracht paus Franciscus onder de titel Amoris laetitia een post-synodaal apostolisch geschrift uit dat was gewijd aan de pastorale zorg aan gezinnen. Het volgde op de bisschoppensynoden over het gezin die gehouden waren in 2014 en 2015. Het geschrift behandelt een groot aantal onderwerpen gerelateerd aan het huwelijk in de Katholieke Kerk en het gezinsleven, alsook de hedendaagse uitdagingen waarmee gezinnen in de hele wereld te maken hebben. Het moedigt pastores en leken aan gezinnen met bijzondere noden te begeleiden en van zorg te voorzien. Amoris laetitia omvat ook een uitgebreide reflectie over de betekenis van de liefde in de dagelijkse werkelijkheid van het gezin. Controverse ontstond over de vraag of wat in het document gesteld wordt wijziging heeft gebracht met betrekking tot de toegang tot het sacrament van de eucharistie van mensen die in "irreguliere situaties" leven, bijvoorbeeld gescheiden mensen die een nieuw burgerlijk huwelijk zijn aangegaan. Vele nationale bisschoppenconferenties en bisschoppen hebben dit deel van Amoris laetitia uitgewerkt in richtlijnen voor de pastorale zorg aan mensen in 'ongewone' situaties. In Nederland gebeurde dat niet: kardinaal Wim Eijk maakte na de bisschoppensynode over huwelijk en gezin in 2015 bekend dat de Kerk het standpunt dient te handhaven dat hertrouwde gescheidenen de communie wordt onthouden.

### Vluchtelingen en migranten
Het lot van migranten gaat paus Franciscus zeer ter harte. Dat bleek al aan het begin van zijn pontificaat door zijn bezoek aan het Italiaanse eiland Lampedusa begin juli 2013. In 2019 toonde hij zich in een toespraak tot leden van de Pauselijke Academie voor Sociale Wetenschappen in Rome ter gelegenheid van een congres over het thema natie, staat en nationale staat bezorgd over de heropleving van agressieve gevoelens jegens vreemdelingen en met name immigranten: De wijze waarop een land migranten verwelkomt, openbaart zijn visie op menselijke waardigheid en zijn relatie met de mensheid.
Zes jaar na Lampedusa vierde hij op 8 juli 2019 met 250 bootvluchtelingen en redders de eucharistie in de Sint-Pietersbasiliek. Hij wilde van de viering een intiem gedachtenismoment maken voor al wie zijn leven riskeerde of verloor op weg naar Europa.
Op zondag 29 september 2019 werd op het Sint-Pietersplein een kunstwerk onthuld van de geëngageerde Canadese kunstenaar Timothy Schmalz, die in België bekend is van zijn bronzen beeld van de dakloze Jezus, te zien in Brugge en Antwerpen. Het nieuwe beeld vraagt aandacht voor het lot van de vluchtelingen. Het werd gemaakt uit brons en klei en toont een groep vluchtelingen uit verschillende culturen en verschillende historische periodes samen in een boot. Het kreeg de titel 'Angels Unawares', naar brief aan de Hebreeën 13:2: En vergeet de gastvrijheid niet; door haar hebben sommigen zonder het te weten engelen onthaald.
Paus Franciscus bevestigde dat hij zelf had aangedrongen op de komst van dit beeld om onze zending tot gastvrijheid niet te vergeten.

### Milieuvraagstuk
Ook het milieuvraagstuk gaat de paus zeer ter harte: hij wijdde er een encycliek aan, Laudato Si' (van 24 mei 2015), waarin hij onder meer een oproep deed aan gelovigen en alle mensen de ernst van dit vraagstuk niet te ontkennen en er een serieus antwoord op te geven.
Later bepaalde hij dat de Rooms-Katholieke Kerk zich voortaan op 1 september bij de Grieks-Orthodoxe Kerk aansluit wanneer deze de dag van de schepping viert. Haar oecumenisch patriarch van Constantinopel Bartolomaios zet zich ook zeer sterk in voor het milieu.
Op een woensdagaudiëntie in het voorjaar van 2019 was de 16-jarige Zweedse milieuactiviste Greta Thunberg, bekend van de schoolstaking voor het klimaat, aanwezig op het Sint-Pietersplein. Zij dankte de paus voor zijn inzet inzake klimaatverandering en de paus moedigde haar aan door te gaan met de hare.

### Maffia
Paus Franciscus riep tijdens het Angelusgebed op 26 mei 2013 de leden van de maffia op om berouw te tonen. Hij toonde zich bewogen door het lijden van vrouwen, mannen en kinderen die door de vele vormen van de georganiseerde misdaad worden uitgebuit. Hij herinnerde aan paus Johannes Paulus II, die in mei 1993 in de stad Agrigento op Sicilië de maffiosi opriep tot inkeer te komen, want op een dag worden jullie met het oordeel van God geconfronteerd. Een dag eerder waren tienduizenden gelovigen op Sicilië aanwezig bij de zaligverklaring van de priester Pino Puglisi. Die werd in 1993 vermoord vóór de kerk in de wijk Brancaccio in de Siciliaanse hoofdstad Palermo, waar hij tegen de maffia streed. Vooral zijn jongerenwerk was hen een doorn in het oog.
In 2014 richtte Franciscus zich bij zijn bezoek aan Calabrië tot leden van de maffiaorganisatie 'Ndrangheta en zei dat zij "scommunicati" waren (= buiten de katholieke gemeenschap stonden), als ze zich niet zouden bekeren (technisch gesproken geen formele excommunicatie). Calabrië is het centrum van genoemde criminele organisatie.

### Berechting corruptiezaken
Paus Franciscus kreeg tijdens zijn pontificaat te maken met gevallen van financieel misbruik en oplichting binnen zijn eigen organisatie in het Vaticaan. Hij stemde ermee in dat deze volgens het wereldlijk recht vervolgd en berecht werden. In de jaren 2021-2023 werden negen verdachten van fraude en corruptie vervolgd en door de rechtbank van Vaticaanstad berecht. Zes personen kregen een gevangenisstraf opgelegd, onder wie voor het eerst een kardinaal.

### Doodstraf
Op 21 februari 2016 riep paus Franciscus tijdens het Angelus op het Sint-Pietersplein op tot een wereldwijde afschaffing van de doodstraf. Verwijzend naar het gebod "Gij zult niet doden!" zei de paus dat zelfs criminelen het onschendbare recht op leven hebben.
Tot paus Franciscus sloot de Rooms-Katholieke Kerk niet uit dat toevlucht werd genomen tot de doodstraf als de identiteit en de verantwoordelijkheid van de schuldige voldoende konden worden vastgesteld en als dat de enige mogelijke weg is om mensenlevens effectief te beschermen tegen onrechtmatige aanvallers. Als echter onbloedige middelen volstonden om de veiligheid van personen te verdedigen en te beschermen tegen de aanvaller, moest de overheid zich volgens de Katholieke Kerk beperken tot deze middelen, omdat zij beter beantwoordden aan de concrete omstandigheden van het algemeen welzijn en ze meer in overeenstemming waren met de waardigheid van de menselijke persoon.
De Kerk oordeelde tevens dat gezien de mogelijkheden die de overheid thans ter beschikking heeft, de gevallen waarin het absoluut noodzakelijk is de schuldige te doden zeer zeldzaam geworden zijn of praktisch niet meer voorkomen.
Paus Franciscus oordeelde later dat elke doodstraf indruist tegen de menselijke waardigheid die elke mens van God, zijn schepper, krijgt (bij zijn of haar conceptie). Het genoemde artikel in de Catechismus van de Katholieke Kerk is dan ook in deze zin gewijzigd. Bovendien staat er dat de katholieke kerk alles in het werk zal stellen om deze straf overal waar deze nog bestaat te doen afschaffen. Franciscus uitte zich tevens kritisch over levenslange gevangenisstraf. Deze mag geen verkapte doodstraf zijn, zoals hij op 11 mei 2018 bepaalde in een audiëntie met de prefect van de Congregatie voor de Geloofsleer.

### Geweldloosheid
In zijn boodschap ter gelegenheid van de 50e Wereldvredesdag op 1 januari 2017, Geweldloosheid – een stijl van vredespolitiek (Nonviolence, a Style of Politics for Peace), hield paus Franciscus een warm pleidooi voor geweldloosheid. Bouwend op de leer van zijn voorgangers riep hij zijn toehoorders/lezers op om "van actieve geweldloosheid onze levenswijze te maken".
Als voorbeelden van geweldloze leiders noemde hij Mahatma Gandhi, Martin Luther King, Moeder Teresa, Abdul Ghaffar Khan en Leymah Gbowee. Hij noemde zijn voorganger paus Johannes Paulus II en citeerde diens woorden toen hij refereerde aan de geweldloze politieke omwentelingen waar hij getuige van was geweest.

### Atoombewapening
Tijdens zijn bezoek aan Nagasaki in Japan op 24 november 2019 zei hij in het Atomic Bomb Hypocenter Park (sprekend in het voetspoor van zijn voorganger paus Johannes XXIII) onder andere dat een politiek die vertrouwt op het bezit en mogelijk gebruik van massavernietigingswapens, zoals kernwapens, immoreel is en een ten hemel schreiende misdaad. Hij herhaalde dit later op de dag tijdens een herdenkingsceremonie bij het Vredesmonument in Hiroshima: "Het gebruik van atoomenergie voor oorlogsdoeleinden is tegenwoordig meer dan ooit een misdaad, niet alleen tegen de waardigheid van de mens, maar ook tegen een mogelijke toekomst voor ons gemeenschappelijk huis. Het is immoreel, net zoals het bezitten van kernwapens immoreel is, zoals ik twee jaar geleden al zei." Later, tijdens een persconferentie op de terugreis naar het Vaticaan, zei hij bovendien dat hij deze waarheid en dit inzicht in de Catechismus van de Katholieke Kerk wilde laten vastleggen.

### Transsubstantiatie en glutenvrije hosties
Op 8 juli 2017 publiceerde de Congregatie voor de Goddelijke Eredienst en de Regeling van de Sacramenten op verzoek van paus Franciscus een circulaire gericht aan de bisschoppen om hen te herinneren aan de voorschriften die gelden voor de eucharistieviering. Die hebben met name betrekking op het brood en de wijn die bij de consecratie worden benut voor de omzetting in het Lichaam en Bloed van Christus, oftewel de transsubstantiatie.
Glutenvrij brood is bij de eucharistieviering niet toegestaan. Hosties moeten worden gemaakt van ongedesemd brood en uit zuiver tarwemeel bestaan. Genetisch gemodificeerde ingrediënten zijn wel toegestaan. Hosties die geen gluten bevatten zijn voor de kerk "ongeldige materie".
De circulaire bracht onrust teweeg bij mensen met coeliakie, een stofwisselingsziekte veroorzaakt door een glutenintolerantie. Er staat in dat kerkgangers met deze ziekte een hostie mogen eten met minder gluten, maar geheel glutenvrije hosties zijn niet toegestaan. Voor sommige patiënten kan echter een beperkte hoeveelheid gluten al nadelige gevolgen hebben. Praktische consequentie van de maatregel is dat deze patiënten niet ter communie onder de vorm van de hostie kunnen gaan en dus geen deel kunnen hebben aan de eucharistie. Wel kunnen ze de eucharistie ontvangen onder de vorm van de geconsacreerde wijn.
Wereldwijd stuitte de maatregel van de paus op onbegrip. De daarmee gepaard gaande opvatting dat brood alleen met gluten kan worden getransformeerd in het Lichaam van Christus wordt als zeer pijnlijk gezien voor trouwe gelovigen die niet tegen gluten kunnen.

### COVID-19
Volgens Franciscus is zich laten vaccineren tegen het coronavirus SARS-CoV-2 een ethische plicht: het beschermt de eigen gezondheid en die van de personen in de omgeving. Hij keurde een verklaring goed dat een vaccin gebruiken ook al is dat ontwikkeld met cellijnen uit weefsel van geaborteerde foetussen voor de gebruiker geoorloofd is. Hij en zijn voorganger Benedictus XVI kregen medio januari 2021 een vaccin toegediend, als eersten van bevolking en personeel van Vaticaanstad. In zijn paasboodschap 2021 riep Franciscus de internationale gemeenschap op de beschikbare coronavaccins ook met de armste landen te delen. Hij noemde de vaccins "essentieel in de strijd tegen het virus" en zei dat "alle mensen, vooral de kwetsbaren, hulp nodig hebben en recht hebben op toegang tot deze noodzakelijke zorg". De paus zei ook dat gelovigen die door COVID-19 niet de mogelijkheid hadden een priester te vinden om te biechten, de biecht konden uitspreken in rechtstreekse dialoog met God en direct vergeving konden vragen.

## Encyclieken
Een encycliek, oorspronkelijk een rondzendbrief met instructies aan de bisschoppen, is een document met betrekking tot een bepaald thema op sociaal-ethisch, pastoraal of leerstellig terrein.
Paus Franciscus publiceerde 29 juni 2013 op het Hoogfeest van de Heilige Petrus en Paulus de encycliek Lumen Fidei (Licht van het Geloof), die voor een groot deel al geschreven was door zijn voorganger, paus Benedictus XVI.
Daarna zette hij zich aan het schrijven van een encycliek over een integrale ecologie, Laudato Si'  (Geprezen zijt gij – Over de zorg voor het gemeenschappelijk huis), die op 18 juni 2015 werd gepubliceerd.
Op 3 oktober 2020 ondertekende hij in Assisi op het graf van Sint-Franciscus zijn derde encycliek Fratelli tutti (Allen broeders), waarin hij aanspoort wereldwijde broederschap te bevorderen.

## Kritiek
Al heel snel na zijn verkiezing tot paus werd Bergoglio bekritiseerd, bijvoorbeeld omdat hij bij openbare gelegenheden alleen nog maar de witte soutane draagt en gewone zwarte schoenen (en niet de rijk versierde stola, de helrode mantel en het donkerrode schoudermanteltje, de mozetta) en zelf zijn aktetas draagt bij reizen. Naar aanleiding van de apostolische exhortatie Amoris laetitia werd de kritiek echter sterker en meer inhoudelijk. Vier kardinalen schreven hem een openbare brief met hun leerstellige twijfels, hun zogenoemde "dubia" (Latijn voor "twijfel"), met betrekking tot dat document. Hij heeft daar nooit op geantwoord. Er zijn conservatieve gelovigen, geestelijken en theologen die zich afvragen of hij niet ketters is (of dit gewoon stellen), en bijgevolg zou moeten worden afgezet. De Amerikaanse kardinaal Raymond Burke is een groot criticus van hem, net als de kardinalen Gerhard Müller en Wim Eijk.
In maart 2024 ontstond internationaal ophef naar aanleiding van een uitspraak van de paus over de Russische invasie van Oekraïne die hij deed in een (voortijdig uitgelekt) interview met de Zwitserse omroepzender RSI. De paus verklaarde dat Oekraïne wat hem betreft "de witte vlag moest hijsen". Vanuit het Vaticaan kwam een verklaring dat de paus hiermee niet doelde op een Oekraïense overgave aan Rusland, maar dat zijn woorden anders moesten worden begrepen.

## Buitenlandse reizen

Kaart met buitenlandse reizen van paus Franciscus.

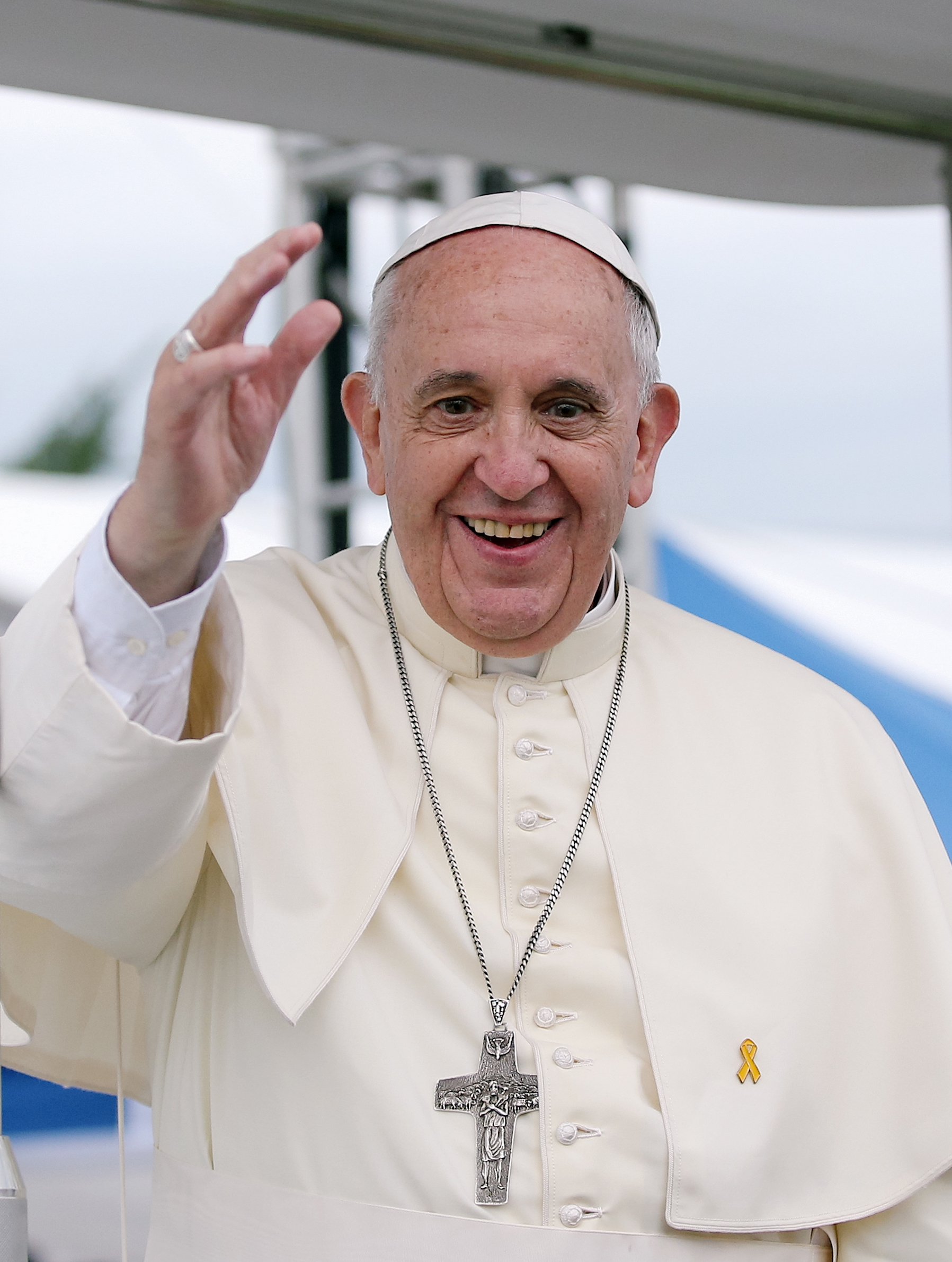
Paus Franciscus in Zuid-Korea, 2014.

### 2013
- Brazilië: van 22 tot en met 29 juli bezocht de paus de Wereldjongerendagen in Rio de Janeiro.

### 2014
- Jordanië,  Palestina en  Israël: van 24 tot en met 26 mei bezocht de paus het Midden-Oosten.[264] Zijn bezoek aan de Israëlische Westoeverbarrière in Bethlehem (Palestina) was een stop die in het programma niet was voorzien. De paus nodigde de Israëlische president Shimon Peres en zijn Palestijnse ambtsgenoot Mahmoud Abbas uit om samen met hem in Rome te komen bidden voor vrede.[265]
- Zuid-Korea: van 14 tot en met 18 augustus bezocht hij Zuid-Korea.[266]
- Albanië: op 21 september deed de paus een elfurige uitstap naar Albanië.
- Europese Unie/ Frankrijk: op 25 november bezocht Franciscus het Europees Parlement in Straatsburg.
- Turkije: van 28 tot 30 november bezocht paus Franciscus Turkije. Hij bezocht onder meer Ankara, waar hij een krans legde voor Atatürk, de grondlegger van het huidige Turkije. In Istanboel bezocht hij de Hagia Sophia en de Blauwe Moskee.

### 2015
- Sri Lanka: van 12 tot 14 januari bezocht de paus Sri Lanka. Hier verklaarde hij de missionaris Joseph Vaz heilig en had een gebedsbijeenkomst met Tamils en Singalezen.
- Filipijnen: van 15 tot 19 januari bezocht Franciscus de Filipijnen. In Tacloban droeg hij een mis op ter nagedachtenis aan de slachtoffers van de tyfoon Haiyan. Zijn slotmis in het Rizal Park van Manilla op 18 januari trok naar schatting zes miljoen mensen. Deze is daarmee de best bezochte pauselijke mis ooit, beter bezocht dan de mis van paus Johannes Paulus II ter gelegenheid van de Wereldjongerendagen in hetzelfde park in 1995.[267][268]
- Bosnië en Herzegovina: op 6 juni ging de paus op apostolisch bezoek naar Sarajevo[269]
- Ecuador: 6 tot 8 juli[270]
- Bolivia: 8 tot 10 juli. De paus liet zijn auto stoppen op de plaats waar op 21 maart 1980 zijn Spaanse medejezuïet Luis Espinal Camps, dichter, journalist en filmmaker werd vermoord. Onder de dictatuur van Luis Garcia Meza deelde deze het leven van mijnwerkers en hun families. Franciscus zei dat hij een broeder wilde gedenken, slachtoffer van hen die niet wilden dat hij zich geheel inzette voor vrijheid in Bolivia.[271]
- Paraguay: 10 tot 12 juli
- Cuba: 19 tot 22 september[272]
- Verenigde Staten: 22 tot 27 september.[176] In zijn toespraak tot het Amerikaans Congres[177] stelde hij de toehoorders naast Abraham Lincoln en Martin Luther King ook de katholieke pacifisten Dorothy Day en Thomas Merton tot voorbeeld.
- Kenia,  Oeganda en de  Centraal-Afrikaanse Republiek: 25 tot 30 november[273]

### 2016
- Cuba: op 12 februari maakte de paus op weg naar Mexico een drie uur durende tussenstop op Cuba, waar hij op José Martí International Airport een besloten ontmoeting had met Kirill van Moskou, de patriarch van de Russisch-Orthodoxe Kerk. Het was voor het eerst dat er een ontmoeting tussen een paus en een patriarch van Moskou plaatsvond. Er werd een overeenkomst op theologisch vlak ondertekend.[274]
- Mexico: 12 tot 20 februari
- Griekenland: op 16 april bracht de paus een bezoek aan het Griekse eiland Lesbos, waar hij onder meer een vluchtelingenkamp bezocht
- Armenië: 24 tot 26 juni
- Polen: van 25 tot 31 juli nam de paus deel aan de Wereldjongerendagen in Krakau. Daar nodigde Bergoglio de jongeren uit om "wereldverbeteraars" te zijn. Hij vroeg om 1 miljoen jonge wereldverbeteraars. De Filipijnse kardinaal Luis Antonio Tagle introduceerde er Docat, een boek en app voor jongeren over de sociale leer van de kerk.
- Georgië en  Azerbeidzjan: 30 september tot 2 oktober
- Zweden: op 31 oktober was de paus aanwezig bij de oecumenische herdenkingsbijeenkomst in Lund ter gelegenheid van de start van de Reformatie. De bijeenkomst was tevens het begin van een jaar van evenementen rond de herdenking van 500 jaar Reformatie.[275]

### 2017
- Egypte: 28 en 29 april
- Portugal: 12 en 13 mei
- Myanmar en  Bangladesh: 27 november tot 4 december

### 2018
- Chili en  Peru: 15 tot 21 januari
- Ierland: 25 en 26 augustus

### 2019
- Panama: van 3 tot 27 januari was de paus aanwezig op de Wereldjongerendagen in Panama-Stad
- Verenigde Arabische Emiraten: 2 tot 4 februari
- Marokko: 30 en 31 maart
- Roemenië: 31 mei tot 2 juni
- Thailand en  Japan: 19 tot 26 november

### 2021
- Irak: 5 tot 8 maart

### 2023
- Congo-Kinshasa: 31 januari - 3 februari
- Zuid-Soedan: 3 februari - 5 februari
- Hongarije 28 april - 30 april
- Portugal: 2 augustus - 6 augustus
- Mongolië 31 augustus - 4 september

### 2024
- Indonesië 3-6 september
- PNG 6-9 september
- Oost-Timor 9-11 september
- Singapore 11-13 september
- België en  Luxemburg 26-29 september

## Zalig- en heiligverklaringen (selectie)
- Paus Johannes XXIII (1881-1963) en Johannes Paulus II (1920-2005): beiden heilig op 27 april 2014.
- Paus Paulus VI (1897-1978): heilig op 14 oktober 2018.
- Bisschop Óscar Romero (1917-1980), de vermoorde aartsbisschop van San Salvador: zalig op 23 mei 2015 en heilig op 14 oktober 2018.
- Pater Titus Brandsma O. Carm. (1881-1942), heilig verklaard op 15 mei 2022.
- Karmelietes Ana de Jesús, zalig verklaard op 29 september 2024

## Geschriften (selectie)
- Bergoglio, Jorge (1982) Meditaciones para religiosos. Diego de Torres, Buenos Aires
- Bergoglio, Jorge (1987) Reflexiones espirituales sobre la vida apostólica. Diego de Torres, Buenos Aires
- Bergoglio, Jorge (1992) Reflexiones in esperanza. Ediciones Universidad del Salvador, Buenos Aires
- Redactie: Diálogos entre Juan Pablo II y Fidel Castro. (1998) Editorial de Ciencia y Cultura, Buenos Aires
- Bergoglio, Jorge (2003) Educar. Exigencia y pasión. Desafíos para educadores cristianos. Editorial Claretiana, Buenos Aires
- Bergoglio, Jorge (2004) Ponerse la patria al hombro. Memoria y camino de esperanza. Editorial Claretiana, Buenos Aires
- Bergoglio, Jorge (2005) La nación por construir. Utopía, pensamiento y compromiso. VIII Jornada de Pastoral Social. Editorial Claretiana, Buenos Aires
- Bergoglio, Jorge (2006) Corrupción y Pecado. Algunas reflexiones en torno al tema de la corrupción. Editorial Claretiana, Buenos Aires
- Bergoglio, Jorge (2007) El verdadero poder es el servicio. Editorial Claretiana, Buenos Aires
- Bergoglio, Jorge (2011) Nosotros como ciudadanos, nosotros como pueblo. Hacia un bicentenario en justicia y solidaridad 2010-2016. Editorial Claretiana, Buenos Aires
- Bergoglio, Jorge en Skorka, Abraham (2012) Sobre el Cielo y la Tierra. Sudamericana, Buenos Aires (het boek bevat gesprekken tussen aartsbisschop Bergoglio en rabbijn Abraham Skorka, rector van het Latijns-Amerikaanse rabbinale seminarium, over onder andere God, fundamentalisme, atheïsme, de dood, de Holocaust, homoseksualiteit en kapitalisme)

## Nederlandstalige boeken over paus Franciscus
- Fens, Stijn, De nieuwe paus. Intriges in het Vaticaan, Singel Uitgeverijen (Amsterdam), 2013
- Heijden, Christian van der, Paus Franciscus. De nederigheid aan de macht, VBK Media (Utrecht), 2013
- Vandekerkhove, Christian, Franciscus, de allerlaatste paus?, Mens & Cultuur (Gent), 2013 ISBN 9789077135389
- Grothues, Bernard, Paus Franciscus I. De geschiedenis van een Argentijnse kardinaal die paus werd, verteld in dertig chronogrammen, Grothues (Hoensbroek), 2013
- Slingerland, Monic, Paus Franciscus, het eerste jaar: Revolutie van tederheid, Uitgeverij Adveniat (Baarn), 2014, ISBN 9789491042973
- Heijden, Christian van der, Paus Franciscus. Het tweede jaar. Geest en tegenwind, VBK Media (Utrecht), 2015

## Trivia
- De Argentijnse stad La Plata was op 26 maart 2013 de eerste die een straat naar paus Franciscus vernoemde.[276]
- Het zakentijdschrift Forbes plaatste paus Franciscus in 2018 op de zesde plaats van machtigste leiders ter wereld.[277]
- Het blad Time riep de paus in 2013 uit tot Person of the Year.[278]
- Bergoglio was een liefhebber van films van de Argentijnse actrice, tangodanseres en zangeres Tita Merello, het Italiaanse neorealisme en de Argentijnse tango. Ook hield hij van milonga en de traditionele muziek van Argentinië en Uruguay.[279]
- Paus Franciscus hield van lekker eten en koken. Roberto Alborghetti schreef het boek Eten met Franciscus met diens favoriete recepten.[280]
- Een fictieve weergave van Bergoglio's groeiende vriendschap met paus Benedictus XVI in de slotfase van diens pausschap en zijn verkiezing tot nieuwe paus werd in 2019 verfilmd in The Two Popes, met Jonathan Pryce in de rol van kardinaal Bergoglio/paus Franciscus.